# Alt-Hürth
Alt-Hürth ist ein Stadtteil der Stadt Hürth im Rhein-Erft-Kreis. Alt-Hürth hat 7.228 Einwohner (Stand: 31. März 2022).
Der Ort war bereits vor der Industrialisierung ein bedeutender Kirchort, sogar mit Vicarie, und mit (1880) 1166 Einwohnern etwa so groß wie die Residenzstadt Brühl (ohne zugeordnete Orte). Die Bürgermeisterei (1800/1815) und die 1930 gebildete Großgemeinde erhielten deshalb zu Recht den Namen Hürth, wenn auch das Verwaltungszentrum nach Hermülheim beziehungsweise 1985 nach Hürth-Mitte zwischen Hürth und Hermülheim verlagert wurde. Im weiteren Text wird bei historischen und geographischen Aussagen für den Stadtteil meist der alte Name Hürth verwendet. Auch heute noch hat Alt-Hürth ein ausgeprägtes Einkaufs-, Gastronomie- und Dienstleistungszentrum, wenn auch für den eher einfachen Bedarf.

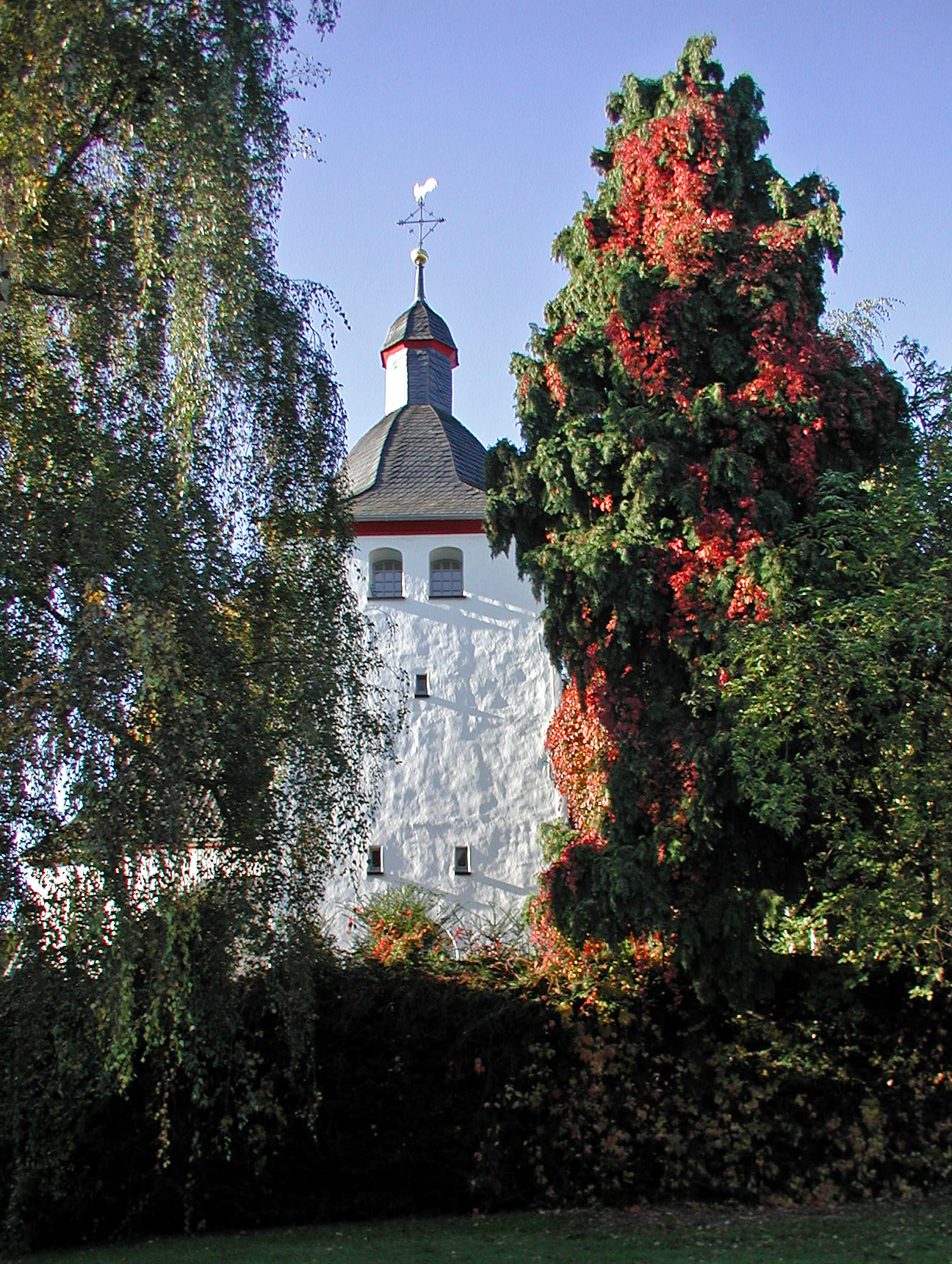
Ehemalige katholische Pfarrkirche von 1696, ältester erhaltener Kirchenbau in der Stadt Hürth

## Lage
Alt-Hürth liegt im Hürther Tälchen des Duffesbachs am Hang des Vorgebirges westlich der Luxemburger Straße, der B 265, etwa zehn Kilometer südwestlich von Köln.

## Geschichte

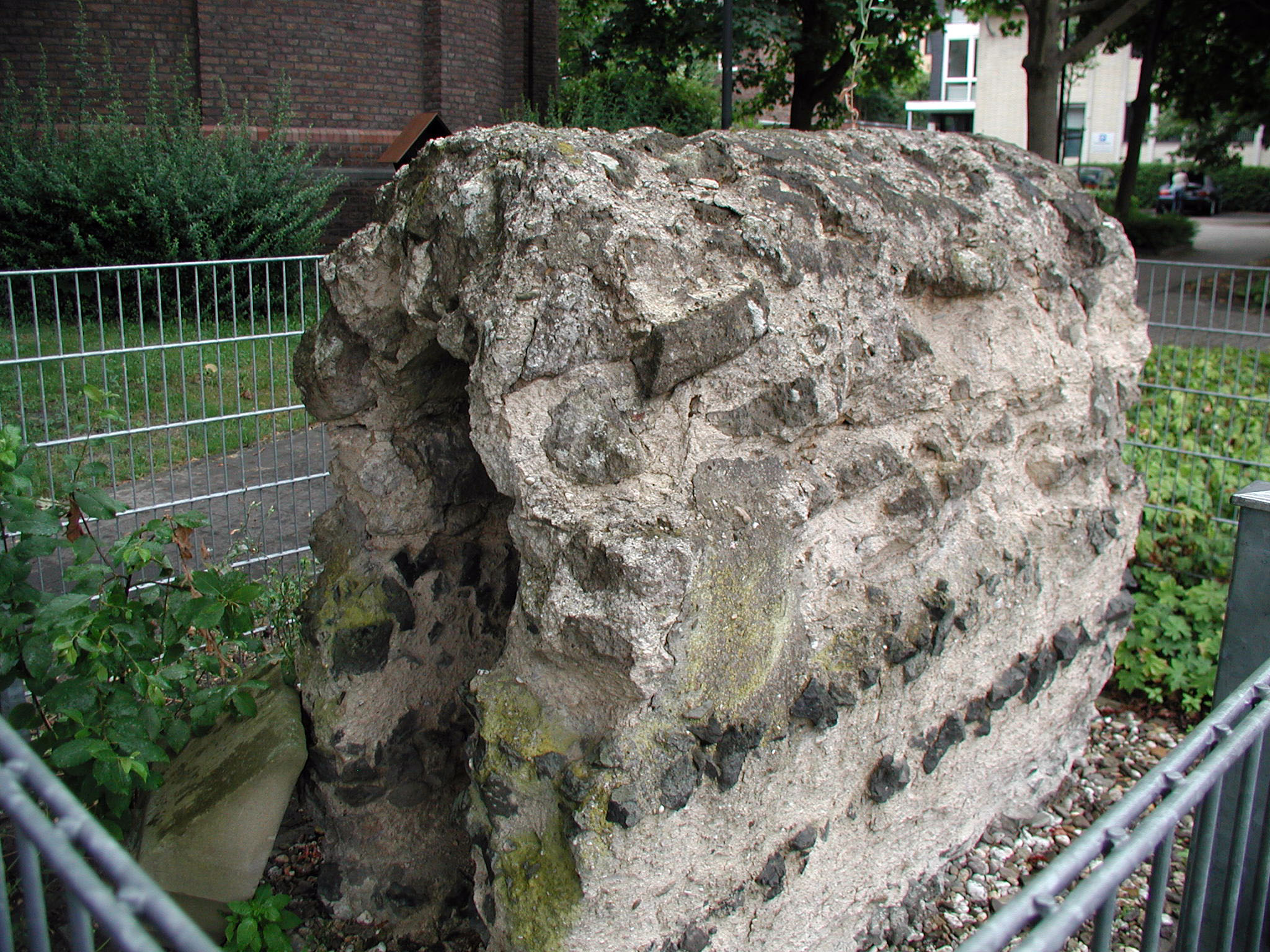
Römerleitung, Fundort Kreuzstraße

### Römer, Frühzeit, Ersterwähnung

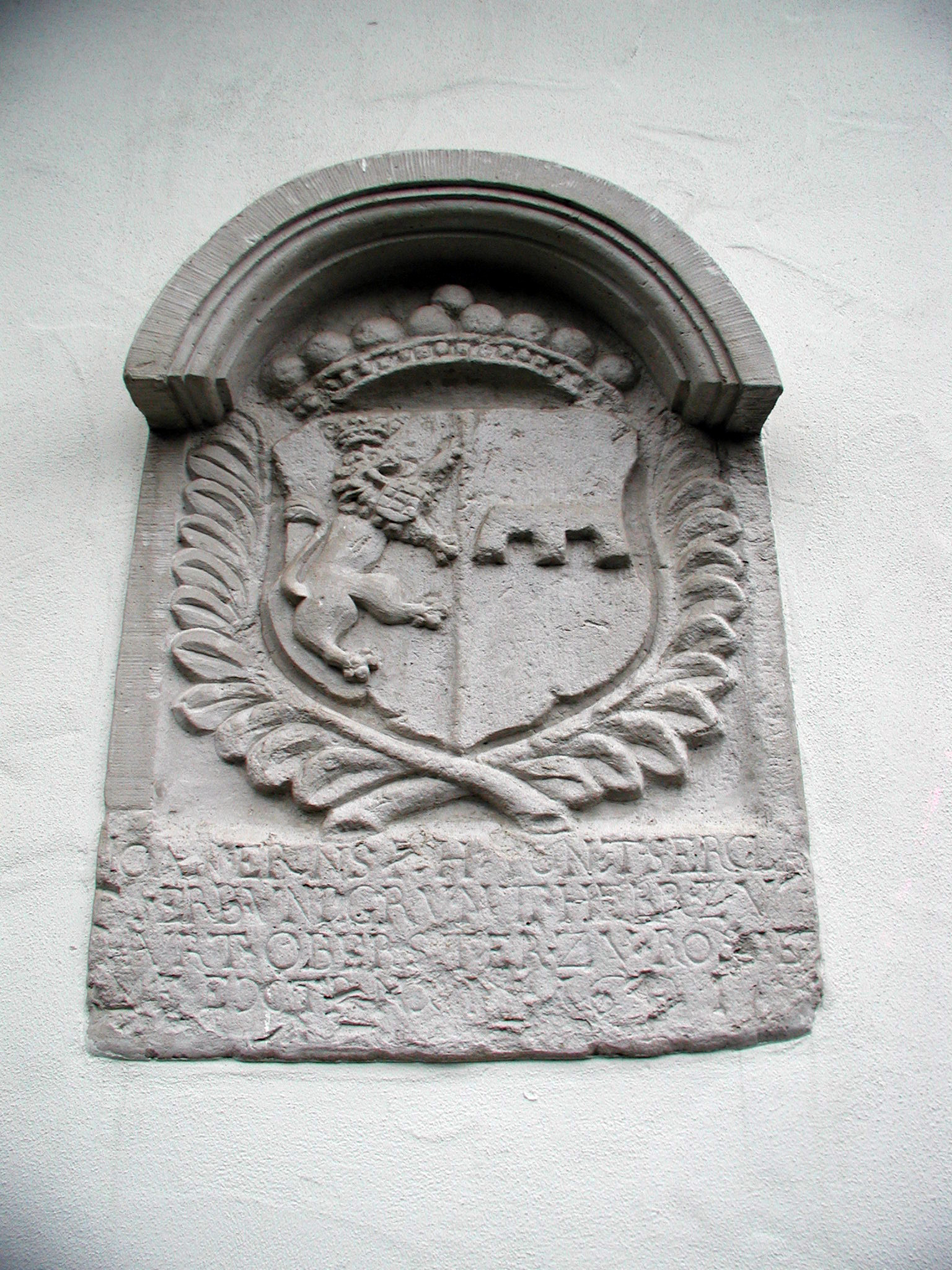
Allianzwappen
von Tzerklaes/von Harff von 1691 (am Pfarrhaus)

Hürth, so die ursprüngliche und für die heutige Stadt namensgebende Benennung des jetzigen Stadtteils Alt-Hürth, wird erstmals zusammen mit dem ruezinhof, dem Rüscherhof, 1185 in einer Schenkungsurkunde des Philipp von Heinsberg an das Kölner Kloster St. Mechtern erwähnt. Als Kirchort erscheint es erstmals um 1300 im liber valoris. Das Patrozinium der Kirche, St. Katharina, und der Unterbau des Turmes lassen auf eine ältere Eigenkirche des jeweiligen Burgherren von spätestens der Mitte des 13. Jahrhunderts schließen. Da schon die Römer das Wasser aus Hürther Sprüngen fassten und in einem Aquaedukt, der Hürther Leitung und ihren Zweigleitungen, im Zuge des Schlangenpfades und der Kreuzstraße nach Köln führten, ist die Besiedlung des Hürther Tales als recht alt anzunehmen. Auf dem Kummet, am Ende des Hürther Tälchens, etwa 100 m unterhalb der Kreuzstraße, hat man teilweise eine größere Villa rustica von 80 × 30 Meter ergraben. Frühzeitliche Gräber hat man in der Umgegend gefunden.

### Feudalzeit
Im Spätmittelalter beziehungsweise in der Frühen Neuzeit teilte sich das Gebiet des Raumes um Hürth auf das Erzbistum Köln und das Herzogtum Jülich auf. Der Ortsteil Hürth (Alt-Hürth) lag dazwischen und gehörte (ohne Knapsack, Alstätten und Villenhöhe) zur Herrschaft Valkenburg im Herzogtum Brabant und damit zu den Spanischen, später Österreichischen Niederlanden. Dennoch mischten sich die Jülicher und die Kölner immer in Hürther Angelegenheiten ein. An die ehemaligen meist durch Heirat wechselnden Burgherrengeschlechter wird mit Straßennamen im Neubaugebiet um den neu angelegten Valkenburger Platz erinnert: Von Holtrop (1416), von der Horst (1439), von Harff (1552), von Tzerklaes (1675), von Reuschenberg (1749) und zuletzt von Wolffen (1760). In der Folge wurden die Ländereien parzelliert und verkauft und die Burglandwirtschaft aufgegeben. Die Gebäude, die wohl 1691 zuletzt vom Burgherrn Tzerklaes umfangreich renoviert worden waren, verfielen zusehends. Die Burg lag neben der alten Kirche. Hier fällt noch deutlich ein an der Ostseite durch eine Mauer gestützter Burghügel auf. Wie man auf der Tranchotkarte von 1807/08 erkennt, lagen die Ökonomiegebäude dreiseitig westlich parallel zur heutigen Lindenstraße, von dort war auch der Zuweg. An der südwestlichen Ecke dieses Riegels ist ein größeres Gebäude zu erkennen, an das ein rechteckiger Innenhof anschloss. Die Situation an der Südostseite ist unklar. Die dort neben einem Burghaus liegende kleine Kirche (ohne die späteren Erweiterungen) mit dem mit einer Mauer umgebenen Kirchhof bildeten die Nordostecke des Areals. Die Anlage war mit Ausnahme der Kirchenseite von einem Wassergraben umgeben. Möglicherweise gab es eine schmale Verbindung des Grabens zwischen Kirche und Burghaus mit dem östlich zu einem schmalen Burgweiher erweiterten Grabenteil. An den Burgweiher erinnert noch die vorbeiführende Weierstraße (sic). Als die Gemeinde die Burganlage kaufte (1865), sind auf dem dazu gezeichneten Lageplan keine Gräben mehr zu erkennen. Zudem sind die Bauten der Vorburg bis auf ein schmales Gesindehaus und Scheune verschwunden. Der links neben der Zufahrt eingezeichnete Stall ist durchgekreuzt also vermutlich auch bereits stark verfallen. Ein Jahr später übernahm die Kirchengemeinde das Gelände, riss das baufällige Burghaus ab und errichtete auf den Grundmauern ihr neues Pfarrhaus. Die Herren von Hürth hatten bis zur Franzosenzeit auch die Blutgerichtsbarkeit. Der Hürther Galgen stand an der Kreuzung der heutigen Bergstraße mit der heutigen Luxemburger Straße und damit an der höchsten Stelle in der Herrschaft. Ein kleiner Hügel ist noch auf der Tranchotkarte zu erkennen. In der napoleonischen Zeit wurde nach Aufhebung der Grundherrschaften (Alt-)Hürth der Bürgermeisterei (später Amt, französisch: Mairie) Hürth mit Sitz in Hermülheim zugeordnet. Der Bürgermeister war eine im Ort wohnende begüterte Person. Als der 1851 von außerhalb (Longerich) kommende Franz Rosell Bürgermeister wurde (→ Sein Sohn Heinrich Rosell beerbte ihn als Bürgermeister), fand er im Ort keine standesgemäße Wohnung und bekam deshalb die Erlaubnis, sich in Hermülheim ein neues Haus zu bauen.

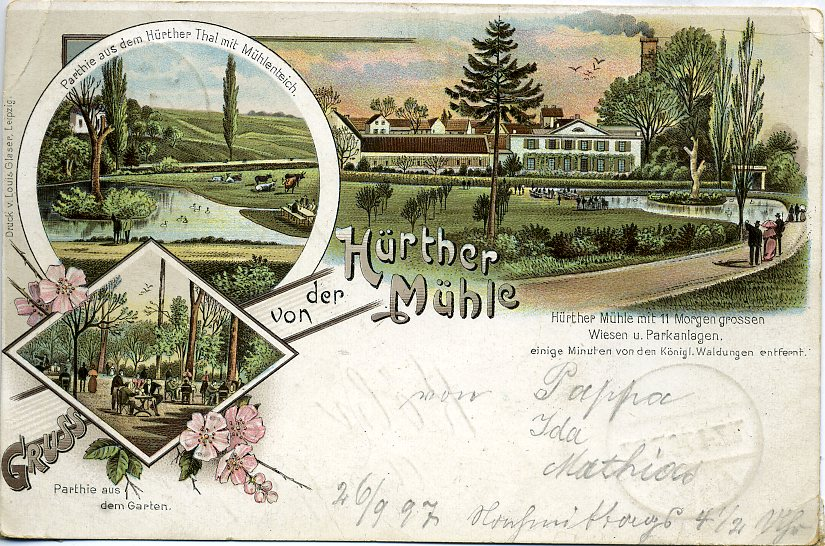
Restauration Hürther Thalmühle (1897) Oberlauf des Duffesbaches

### Bauern und Mühlen
Neben dem Burghof waren im und um den Ort nur wenige mittelgroße Höfe zu finden. Dazu gab es eine Reihe von kleinsten Bauernhäuschen für die abhängigen Hofleute, die noch vielfach verändert im Stadtbild zu erkennen sind. Um 1880 hatte Hürth insgesamt 242 Wohnhäuser. 

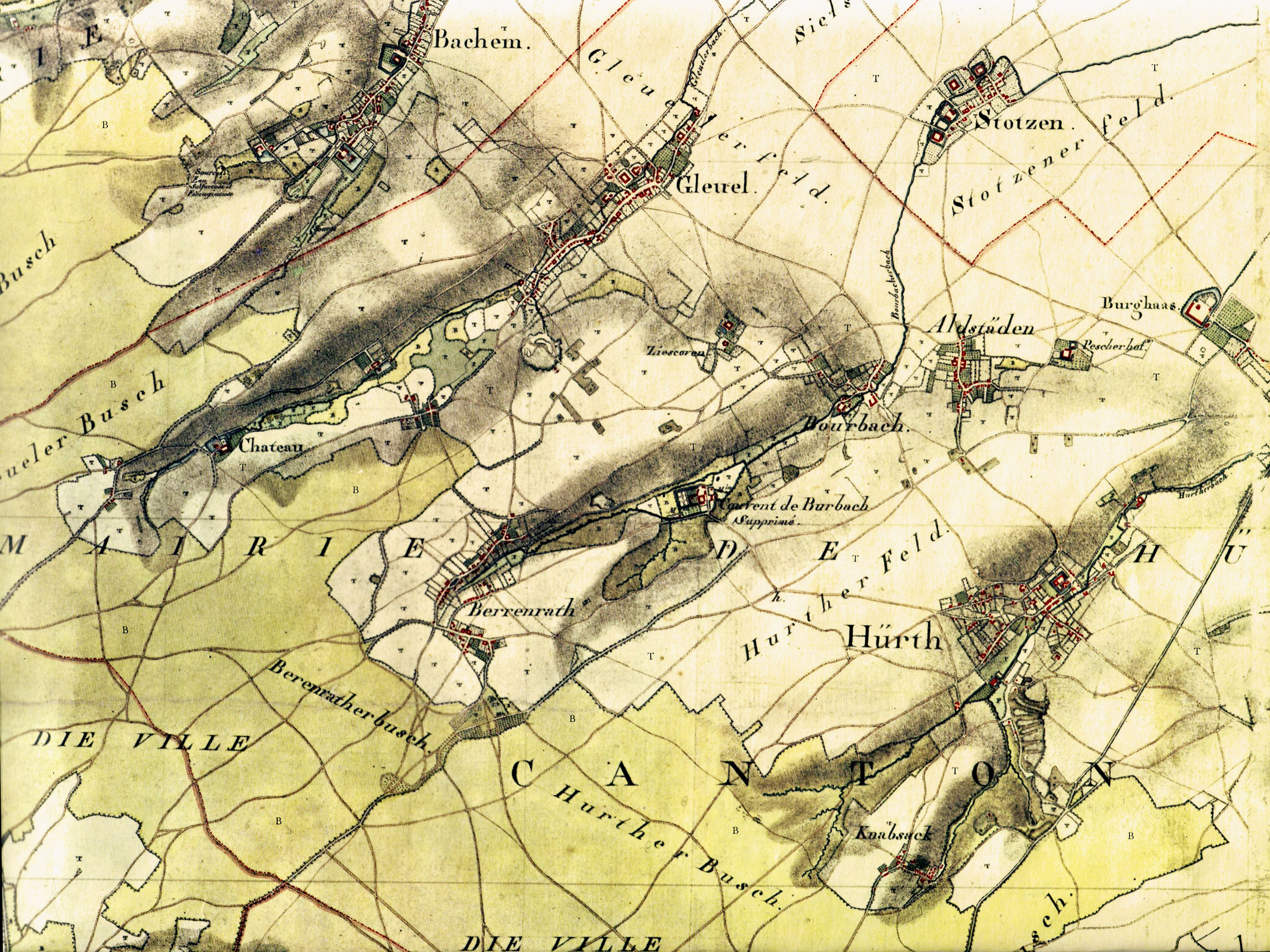
Hürth um 1800

 Das Hürther Tal war lange Zeit durch vier Mühlen, mit der Herrenmühle am Talausgang zu Hermülheim sogar durch fünf Mühlen geprägt. Um das Wasserrecht gab es sogar einen Hürther Krieg mit Köln und Verhandlungen vor dem Reichskammergericht in Nürnberg. Nur von der Metternichsmühle ist noch ein Gebäude erhalten. An die übrigen Mühlen wird noch mit Alt-Hürther Straßennamen erinnert. Die Restauration Hürther Talmühle zog damals sogar Kölner Ausflügler an. Heute steht hier an der Talmühlenstraße ein etwas bescheideneres Lokal mit einem kleinen Sälchen. Ende 2010 wurde dies Lokal in eine Pizzeria umgewandelt mit einem dafür typischen Namen. Mit dem Wegfall des alten Namens verschwand ein Stück Hürther Tradition.

### Erster Braunkohleabbau
(→ Braunkohle in Hürth)
Schon früh wurde im Raum um den Ortsteil Braunkohle gefunden und in bäuerlicher Manier für den Eigenverbrauch abgebaut, so im Bachtal des Duffesbaches, der diese Kohlenflöze angeschnitten hatte. Auf einem Plain aus dem Archiv der Burg Kendenich von 1769 sind die Kentenischer und die Hürther Dorffkaulen in der Quellmulde des Duffesbaches (im Gelände des Tennisklubs Knapsack, der ehemaligen Brauerei Firmenich) zu sehen. Wenn der Torf an den Hängen abgegraben war, wurden Löcher gegraben und die Kohle von diesen Löchern aus zum Teil unterirdisch abgebaut und mit Haspeln heraufgeholt. Im Lockergestein war dies nicht ungefährlich. Die Kohle wurde in Formen wie Blumentöpfe gepresst, umgestülpt und als Klütten an der Luft getrocknet. Grubenherren waren die Burgherren und Grundbesitzer, Grubenarbeiter die Tagelöhner aus der bäuerlichen Bevölkerung. Die erste größere Grube war seit 1800 die von der Hürther Bürgermeisterfamilie Scholl betriebene Scholls Grube, später nach der Ehefrau Theresia benannt, an der Grenze zu Hermülheim (heute Theresienhöhe). Auch der Alt-Hürther Kleingartenverein in der Nähe des Friedhofs in rekultiviertem Gelände nennt sich nach der Theresia.

### Industrialisierung

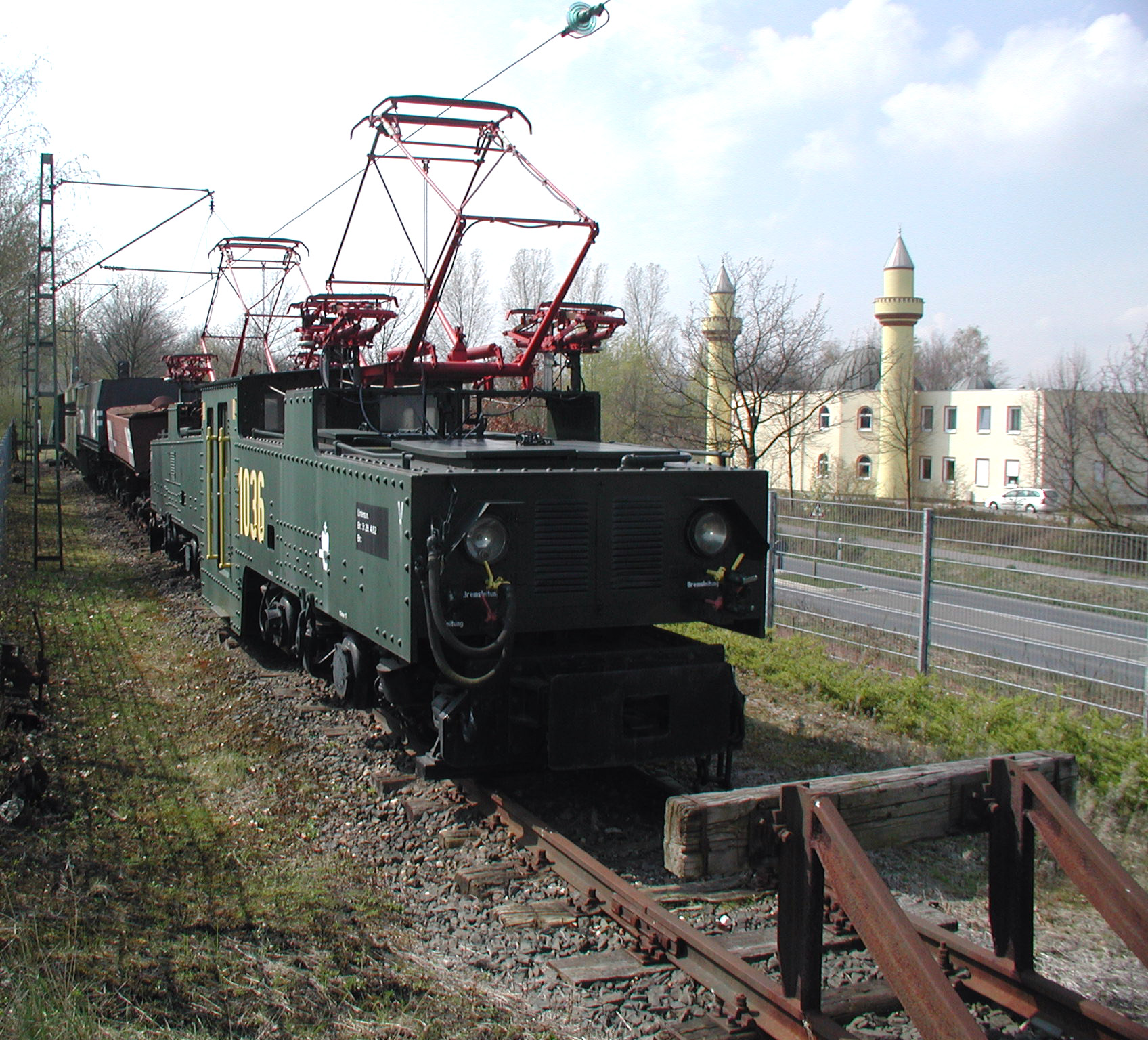
Lok 1036 der Schmalspurkohlenbahn-Industriedenkmal

Der Aufschwung des Ortes Hürth begann mit der rasanten Erschließung des Rheinischen Braunkohlereviers und der Industrieansiedlung in Knapsack nach dem Jahr 1900. Dadurch und besonders durch Aufkäufe der Braunkohlegruben ging die Landwirtschaft in Alt-Hürth erheblich zurück. Heute betreibt noch ein Hof, der Bolderhof an der Mühlenstraße, Landwirtschaft im Nebenerwerb mit hauptsächlich gepachtetem Land. Der Ortsteil selbst blieb weitgehend von Industrieansiedlungen verschont. Selbst die Bergwerksfirma und Brikettfabrik, die Hürth im Namen führte, die Gewerkschaft Hürtherberg, hatte ihren Sitz nördlich von Hürth an der Gemarkungsgrenze von Hürth zu Hermülheim und Kendenich. Braunkohlegruben gab es rund um Hürth bis 1988. Sie wurden durch ein umfangreiches 900 mm Schmalspurbahnnetz mit den Werken verbunden, das mit dem Abbau mitwanderte. Eine Lok und mehrere Wagen stehen als Industriedenkmal am Kreisel Frechener Straße/Alstädter Str. gegenüber der Moschee. Seit 1918 führte die Schwarze Bahn von der Vorgebirgsbahn in Hermülheim durch das Hürther Tal bis Knapsack und zu den Gruben und Brikettfabriken in Berrenrath. An der Trierer Straße war bis zur Aufgabe des Personenverkehrs (heute noch Werksverkehr der Häfen und Güterverkehr Köln nach Knapsack) ein Bahnhof mit Verladegleis und an der Fabrik Hürtherberg und der Talmühle ein Haltepunkt. Im Bereich dieses Haltepunktes, aber nicht nur dort, waren viele Werkswohnungen der Knapsacker Industrie insbesondere für die Arbeiter der Firmen RWE und Rheinbraun erbaut worden. Die Villebahn, die die um Hürth herumgelegenen Gruben Ribbert (Kendenich), Hürtherberg (an der Luxemburger Straße), Theresia (Hermülheim) und Vereinigte Ville (Knapsack) mit der Staatsbahn verband, führte oberhalb des Ortes um den Ort herum (abgebaut). Die Grube Engelbert (Berrenrath) wurde über Hürth hinweg mit einer Seilbahn nach Hermülheim zum Ribbert-Werk angeschlossen. Mit dem Aufschwung nach dem Ersten Weltkrieg konnten dann in Hürth beachtenswerte Gebäude wie das erste Schwimmbad im Kölner Umland, ein Stadion und eine Radrennbahn sowie moderne Schulgebäude errichtet werden. Diese Gebäude am Brabanter Platz stehen heute unter Denkmalschutz. Davon profitierte dann nach 1930 auch die dann gebildete Großgemeinde Hürth. Das reiche Hürth begrüßte bei diesem Zusammenschluss nicht unbedingt die ärmeren eingemeindeten Orte. Nach der Verleihung der Stadtrechte im Jahr 1978 wurde der Ortsteil Hürth durch Ratsbeschluss vom 22. April 1979 mit knapper Mehrheit in Alt-Hürth umbenannt, um Verwechslungen zu vermeiden. Der Name Alt-Hürth taucht allerdings schon im Heimatbuch der Gemeinde Hürth von 1934 für den Ortsteil auf.

### Wandel der Wirtschaftsstruktur
(Siehe dazu Hauptartikel Hürth, Hürth-Knapsack, Kraftwerk Goldenberg, Chemiepark Knapsack und Rheinisches Braunkohlerevier)
Mit dem Ende des Braunkohleabbaus, dem Verschwinden der Brikettfabriken rund um Hürth (heute existiert noch eine Fabrik: Ville/Berrenrath), dem Einsatz von Staubfilter- und Entschwefelungsanlagen bei den Kraftwerken auf dem Knapsacker Hügel und dem Strukturwandel der chemischen Industrie hat die Luft- und Lebensqualität in Alt-Hürth wesentlich zugenommen.

## Alt-Hürth heute

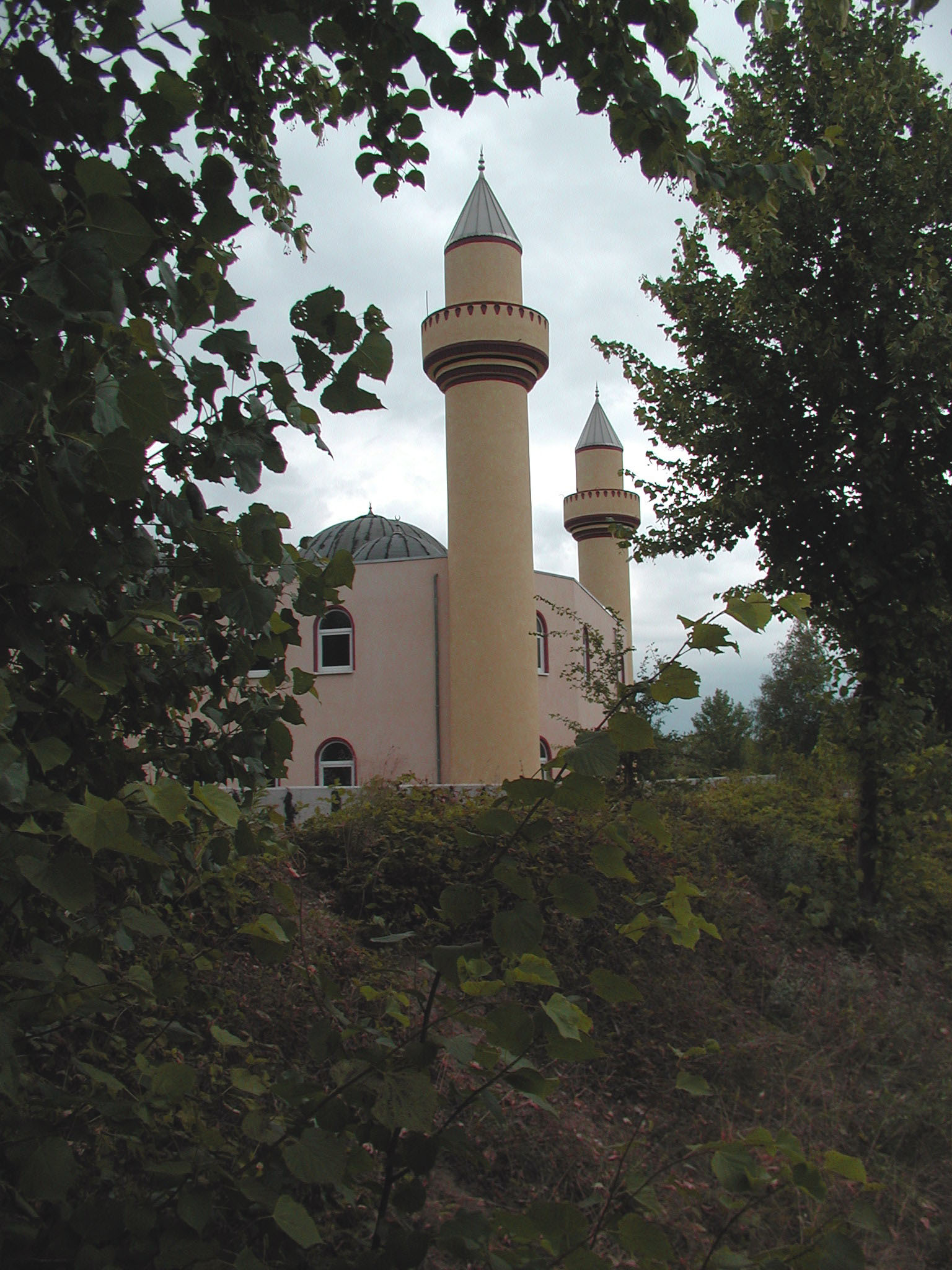
Moschee, Frechener Straße

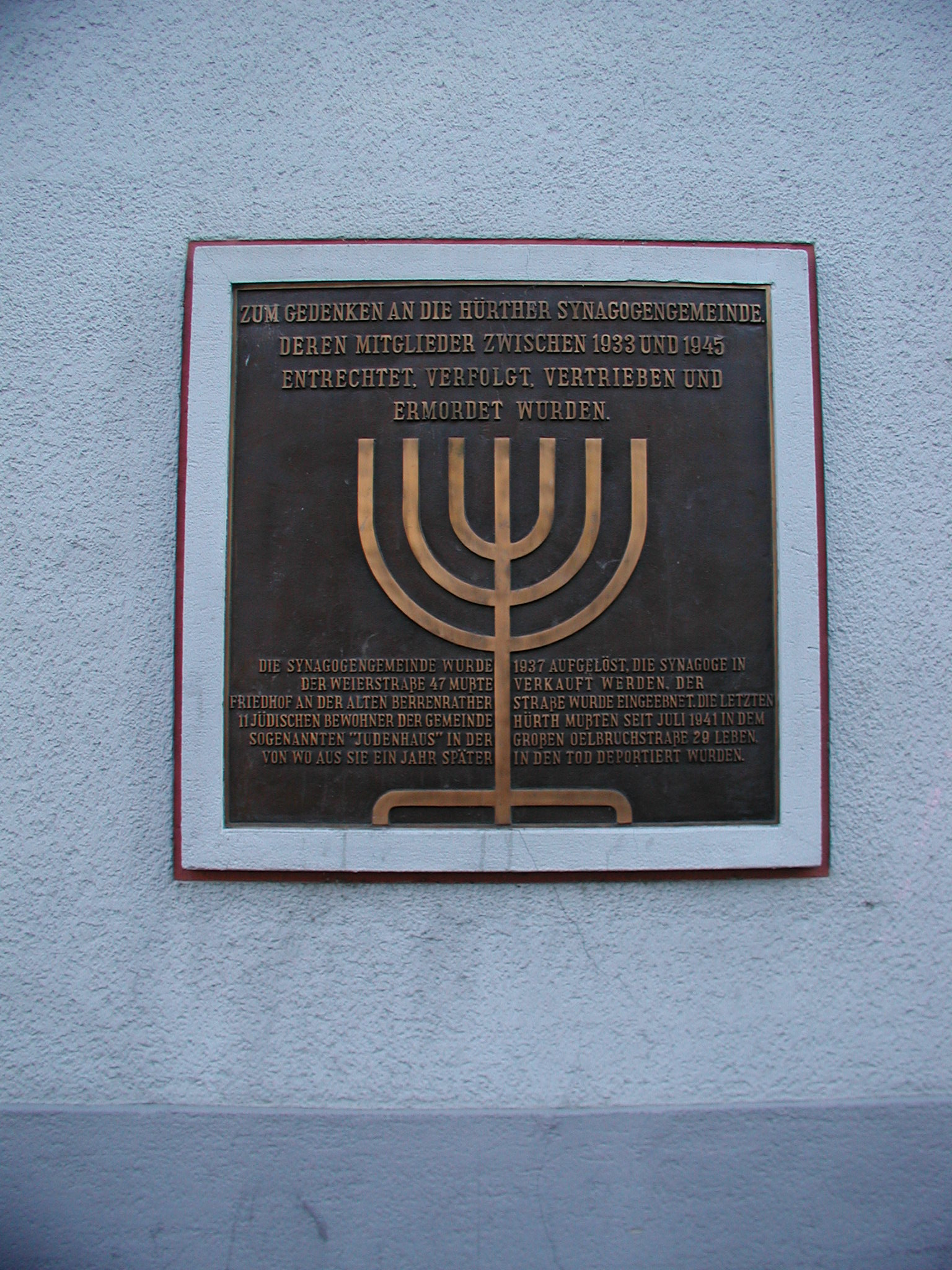
Gedenktafel an die ehemalige Synagoge

Durch seine Lage im Hürther Tal hat der Ort ein Zentrum ausgebildet, das aus dem Rechteck mit den Längsseiten Weierstraße und Lindenstraße und den Schmalseiten Pastoratstraße/Mittelstraße und Brabanter Platz im Norden gebildet wird. Hier haben sich eine Reihe Geschäfte des täglichen Bedarfs niedergelassen und bis heute erhalten, die durch einige Geschäfte des mittleren und gehobenen Bedarfs (Schuhe, Möbel, Optik und Radio) ergänzt werden. Da die Geschäftsräume klein, alt (abgeschrieben) und billig sind oder den Geschäftsinhabern selbst gehören, können sich auch kleine Spezialanbieter wie Wein- und Spirituosenspezialitäten sogar kleine Boutiken halten. Größtes Einzelhandelsgeschäft ist der nahkauf-Supermarkt. Zudem ist das Parkplatzangebot reichlich und kostenlos. Dennoch ist die Konkurrenz zum Einkaufszentrum Hürth Park (Hürth-Mitte) und zu Köln erheblich und hat gelegentlich Leerstände zur Folge. Beachtenswert ist in Alt-Hürth das Angebot an auch gehobener Gastronomie und Cafés zu dem reichlichen Angebot an traditionellem und ausländischem/exotischem Fast-Food. Die Stadt unterstützt dies Zentrum durch die Einrichtung von verkehrsberuhigten Zonen und Maßnahmen des Stadtmarketings. Ein Werbe- und Förderverein versucht durch Veranstaltungen und Werbemaßnahmen, das Angebot des Standortes attraktiv zu halten. Mehrere private künstlerische Schulen im Stadtteil bieten Kurse für Kinder und Erwachsene an. Sie nutzen Räume, die vorher durch Einzelhandelsgeschäfte genutzt worden waren.
Da der überörtliche Verkehr randlich um den Ort herumgeführt wird, Luxemburger Straße östlich, Industriestraße, die die Werke an die Luxemburger anbindet, südlich, Frechener Straße westlich und Theresienhöhe nördlich, können die innerörtlichen Straßen alle verkehrsberuhigt gehalten werden, das innere Karree sogar mit Tempo 20 km/h. Der Stadtbus schließt den Stadtteil werktags an das Einkaufszentrum Hürth Park, die Stadtbahn und den übrigen überörtlichen Verkehr an. Zu den Zeiten mit weniger Verkehrsbedarf und sonntags verkehrt das Anruf-Sammel-Taxi.

### Strukturwandel des Wohnortes
Das Wohnumfeld selbst hat sich vom Industriearbeiterort zum mittelständisch orientierten Wohnort gewandelt. Die Arbeitersiedlungen wurden von den Werken privatisiert und als Eigenheime oder Eigentumswohnungen verkauft. Ehemalige Gewerbegebiete wie der Valkenburger Platz auf dem Ohremgelände oder die ehemalige Gärtnerei des RWE, an die das denkmalgeschützte Fachwerk-Gärtnereigebäude erinnert, werden durch moderne Wohnbauten mit Fernwärmeheizung (ausgekoppelt beim Goldenbergwerk) oder mit Erdwärmeheizung verdichtet.

## Kirche, Kultur und Karneval

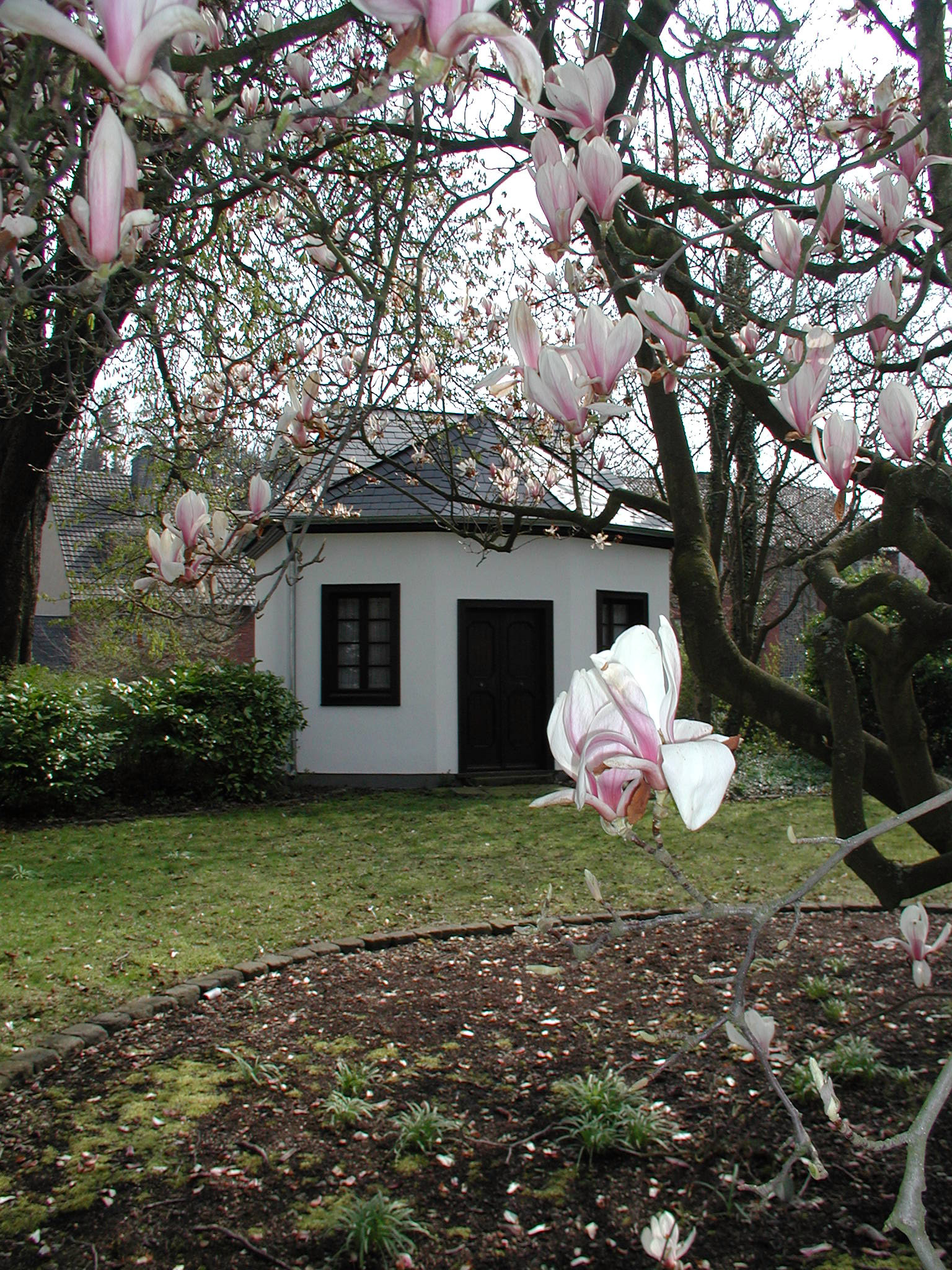
Gartenhaus im Pfarrgarten, Denkmalschutz

### Katholische Kirche
Im Zentrum von Alt-Hürth sieht man zwei Kirchtürme. Der Zwiebelturm gehört zur ehemaligen Kirche St. Katharina, der wohl jüngsten Kirchengründung der alten Gemeinden aber dennoch dem wohl ältesten Kirchenbauwerk in der Stadt Hürth, dessen Turmsockel noch aus der Zeit der Gotik stammt (Fensterwölbungen). Der Chor stammt aus dem Jahre 1696, Aus- und Umbauten erfolgten 1780 und 1919. Die Kirche wurde nach ihrer Profanierung von 1914 bis 1984 als Kloster und Kindergarten sowie Nähschule etc. genutzt und dann bis 2005 als Ärztehaus und Dialysezentrum vermietet. Seit 2007 beherbergt sie eine private Musikschule, die in ihren Räumen auch mit Konzertveranstaltungen das Hürther Kulturleben bereichert. Sie steht unter Denkmalschutz. Die „neue“ Kirche St. Katharina aus dem Jahre 1894/1895, in neuromanischem Baustil vom Kölner Architekten Theodor Roß erbaut, steht ebenfalls unter Denkmalschutz. Die Innenausstattung wurde teilweise aus der Vorgängerkirche übernommen, die ihrerseits das aufgelöste Kloster Marienborn Hürth-Burbach und Kölner Klöster beerbt hatte. Bemerkenswert ist der barocke Hochaltar mit seiner Kreuzigungsgruppe. Die Orgel von 1903 mit ihrem traditionellen Prospekt stammt aus der Werkstatt von Ernst Seifert in Köln-Manstetten. Sie wurde von dessen Sohn Anfang der 1960er Jahre restauriert. Heute wird sie von der Firma Josef Weimbs, überholt und gewartet. Der zweite in Alt-Hürth verehrte Heilige ist der Apostel Matthias, zu dessen Ehren jährlich am Samstag nach Christi Himmelfahrt auch von Hürth aus eine Fuß-Wallfahrt nach St. Matthias in Trier unternommen wird. Ein Gedenkkreuz für die Wallfahrt steht an der Trierer Straße. Die Katholische Gemeinde ist mit Berrenrath, Fischenich und seit 2006 auch mit Kendenich zu einem Pfarrverband zusammengeschlossen. Das Ensemble der beiden Kirchen harmonisiert mit den gleichfalls denkmalgeschützten Gebäuden Schwimmbad und Berufsschule sowie dem nicht weit entfernten Löhrerhof als kulturhistorischer Mittelpunkt von Alt-Hürth.

### Evangelische Gläubige
Gläubige evangelischer Konfession kamen erst mit der Industrialisierung in den Ort. (Alt-)Hürth mit Alstädten hatte 1933 nach Knapsack (745) mit 551 Evangelischen den zweithöchsten Anteil in der Großgemeinde Hürth. Die Gläubigen gingen seit 1921 nach Knapsack zu einer einfachen Holzkirche, ab 1951 zur Dankeskirche, die mit der Umsiedlung Knapsacks 1976 abgerissen wurde.
Die Evangelische Kirchengemeinde Hürth unterhielt zeitweise auch einen Gemeinderaum in Alt-Hürth. Heute müssen die Gläubigen zur Martin Luther King-Kirche in Hürth Mitte gehen, die Nathan Söderblom-Kirche in Kendenich, zu der Alt-Hürth in der Zwischenzeit gehörte, wurde im Juni 2008 aus Kostengründen aufgegeben.

### Muslime
Am Ortsrand, in der Nähe des Friedhofes an der Frechener Straße, hat die Muslimische Gemeinde von 240 eingeschriebenen Gläubigen eine Moschee gebaut, die im Mai 2004 eingeweiht wurde. Sie wird auch von auswärtigen Muslimen besucht.

### Ehemalige Jüdische Gemeinde
In der Franzosenzeit erhielten die jüdischen Gläubigen (fast) gleiche Bürgerrechte. Sie mussten sich nach einem Dekret Napoléons vom 28. Juli 1808 für einen Familiennamen entscheiden und diesen vor dem Maire (Bürgermeister) zu Protokoll erklären. So wurden für die Mairie Hürth am 27. Oktober 1808 von Bürgermeister Scholl 41 Personen erfasst, darunter 22 Levi, von denen 15 ihren angesehenen Namen behielten und 7 aus einer Levi-Familie den Namen Heyd annahmen. Eine Familie, Heumann (Ben) Seligmann und sein Sohn Seligmann (Ben) Heumann, wählte den der Zeit angepassten Nachnamen Brunel.
Hürth umfasste 1847 mit 92 Personen die drittgrößte jüdische Gemeinde im Landkreis Köln, nach Deutz und Frechen. Eine offizielle Synagogengemeinde wurde 1875 zusammen mit Brühl gebildet, seit 1926 als eigenständige Gemeinde. Man benutzte seit 1856 einen Betsaal (Beth Midrasch) im Haus eines Kaufmanns Cosmann Brunel in der heutigen Weierstraße/Ecke Kendenicher Straße. Nach Wegzug des Kaufmanns nach Köln und Verkauf des Hauses wurde auf einem verbliebenen Grundstück von 62,2 m² 1882 mit schmalem Zugang zur Straße eine kleine Synagoge errichtet. 1888 erwarb die Synagogengemeinde Eigentum am Grundstück. Vor der Verfolgung wohnten in Hürth 1932 noch 46 Personen. 1937 musste die Gemeinde wegen gesunkener Mitgliederzahlen auf Betreiben des Regierungspräsidenten aufgelöst und der Kölner Gemeinde zugeschlagen werden, die wiederum 1939 die Synagoge an einen benachbarten Schreiner verkaufen musste. Am 10. Oktober 1944 wurde die ehemalige Synagoge wie auch die umliegenden Gebäude durch einen Bombenangriff zerstört.
Die (Alt-)Hürther Juden (1933 etwa 50, 1939: 11) wurden, soweit sie nicht auswandern konnten, in der Zeit des Nationalsozialismus von den damaligen Hürther NS-Politikern im Sommer 1941 in das Hürther „Judenhaus“ in der Großen Ölbruchstraße zusammengezwungen und ein Jahr später deportiert und umgebracht. An die Synagoge erinnert eine Tafel am Haus Weierstraße und der zentrale Platz An der alten Synagoge. An das Schicksal der Verfolgten wird an mehreren Stellen im Ortsteil Alt-Hürth, wo Juden und Kommunisten bevorzugt wohnten, aber auch in den anderen Stadtteilen durch Stolpersteine erinnert. Die Stadt nannte sechs Straßen nach ehemaligen jüdischen Bewohnern.
Ein kleiner jüdischer Friedhof ist für den Ortsausgang Richtung Kloster Marienborn (Hürth-Burbach) rechte Seite, heute Marienbornweg, nachgewiesen, Alter Friedhof. Er wurde bis etwa 1880 belegt und dann durch einen etwas weiter außerhalb gelegenen größeren Friedhof, Gemarkung auf dem Streufenberg ersetzt, den auch der Kaufmann Brunel auf einem Grundstück zur Verfügung stellte, das er zuvor 1874 gekauft hatte. Der alte Friedhof wurde 1922 an das RWE verkauft, die dort, wie auch an vielen anderen Stellen Hürths, Werkswohnungen errichteten.
Der neue Friedhof musste an die Roddergrube verkauft werden und fiel später dem Braunkohlenabbau zum Opfer.

### Kultur

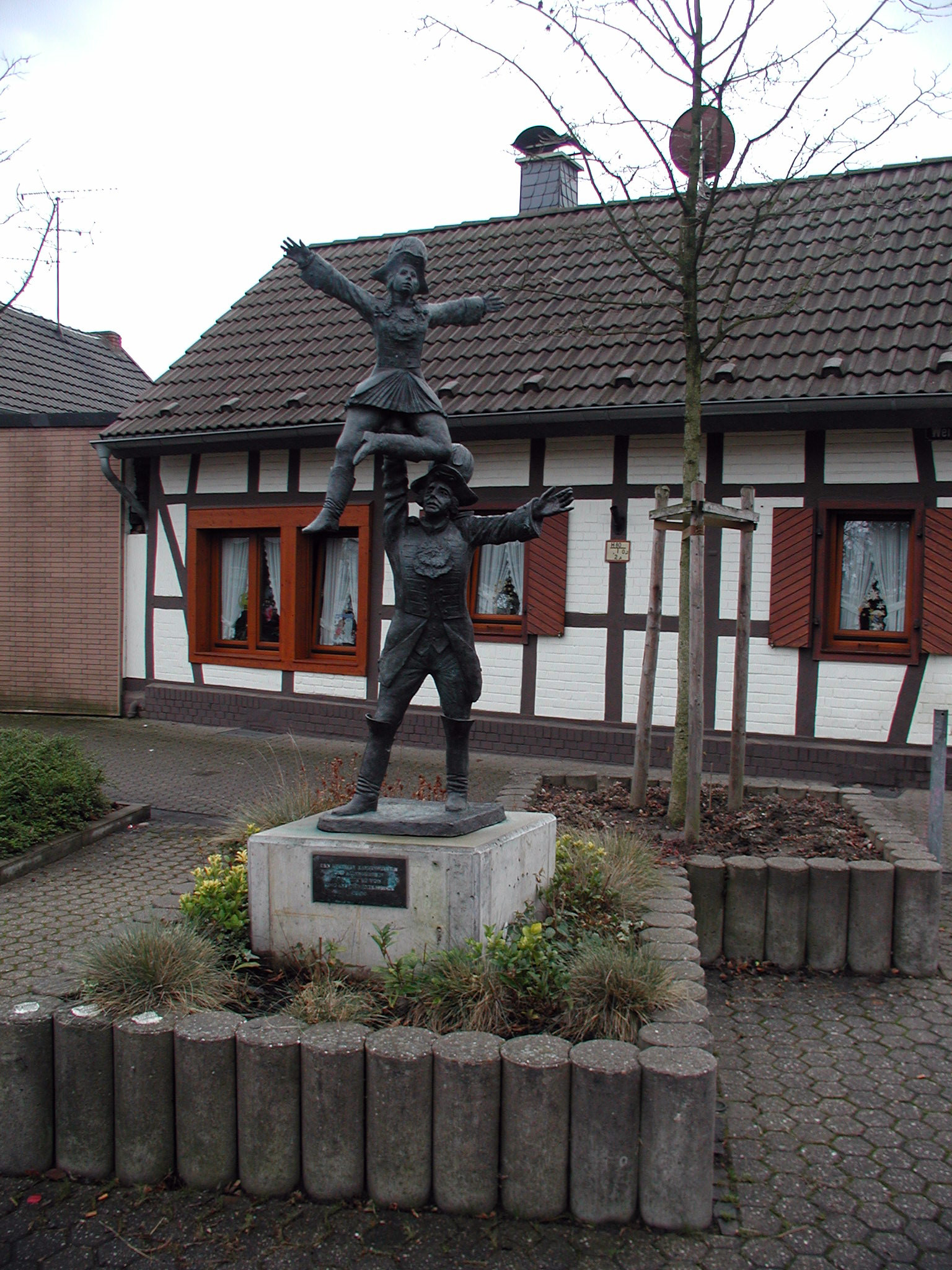
Tanzpaar der Hürther Funken vor Fachwerkhof, Platz der Synagoge

1988 wurde der Löhrerhof in der Lindenstraße im Zentrum von Alt-Hürth umfassend restauriert und als Hürther Kulturzentrum eingerichtet. Dort und in einem Saal der Gaststätte Bei Paula in der Lindenstraße finden die Veranstaltungen der Hürther und der Alt-Hürther statt.
Chöre gibt es eine ganze Reihe in der Stadt Hürth, in denen auch die Alt-Hürther gerne mitsingen. Spezielle Alt-Hürther Chöre gibt es allerdings nicht. Ein weiterer Ort kulturellen Lebens im Ortsteil Alt-Hürth mit Veranstaltungen und Konzerten ist seit Mai 2007 der Konzertsaal der privaten Musikschule „Auftakt“ (Weitere private Schulen/Kursveranstalter siehe bei Schulen). Nach der Schließung der katholischen öffentlichen Bücherei gibt es jetzt keine Bücher oder Buchhandlungen im Ort. Offizielle Büchereien siehe bei Hürth.

### Karneval
Karneval wird in Alt-Hürth großgeschrieben. Besonders aktiv und groß sind die Hürther Funken Blau-Weiß von 1938, die Prinzengarde Rot-Weiss von 1947 und die Große Knapsacker Karnevals-Gesellschaft von 1935. Die Aktivitäten aller Alt-Hürther und der Knapsacker Karnevalsgesellschaft werden vom Festausschuss Alt-Hürther Karneval koordiniert. Der Zug geht am Karnevalssamstag.

### Sport
Sportvereine in Hürth sind in der Regel nicht auf einen Stadtteil beschränkt, sondern für alle offen. Für Alt-Hürth mag da noch der DJK TuS Hürth von 1964 stehen sowie die Wandergesellen Alt-Hürth, die einen permanenten Rundwanderweg um den Otto-Maigler-See von Alt-Hürth ausgehend ausgeschildert haben. Dazu können noch die Hürther Ski- und Wanderfreunde Erwähnung finden. Alle Sportangebote in der Stadt sind über die offizielle Webseite der Stadt zu finden.
Alle Aktivitäten der Alt-Hürther Vereine werden von der Ortsgemeinschaft, in der alle Vereine des Stadtteils vertreten sind, koordiniert.

## Sehenswürdigkeiten
(→ Liste der Baudenkmäler in Alt-Hürth)

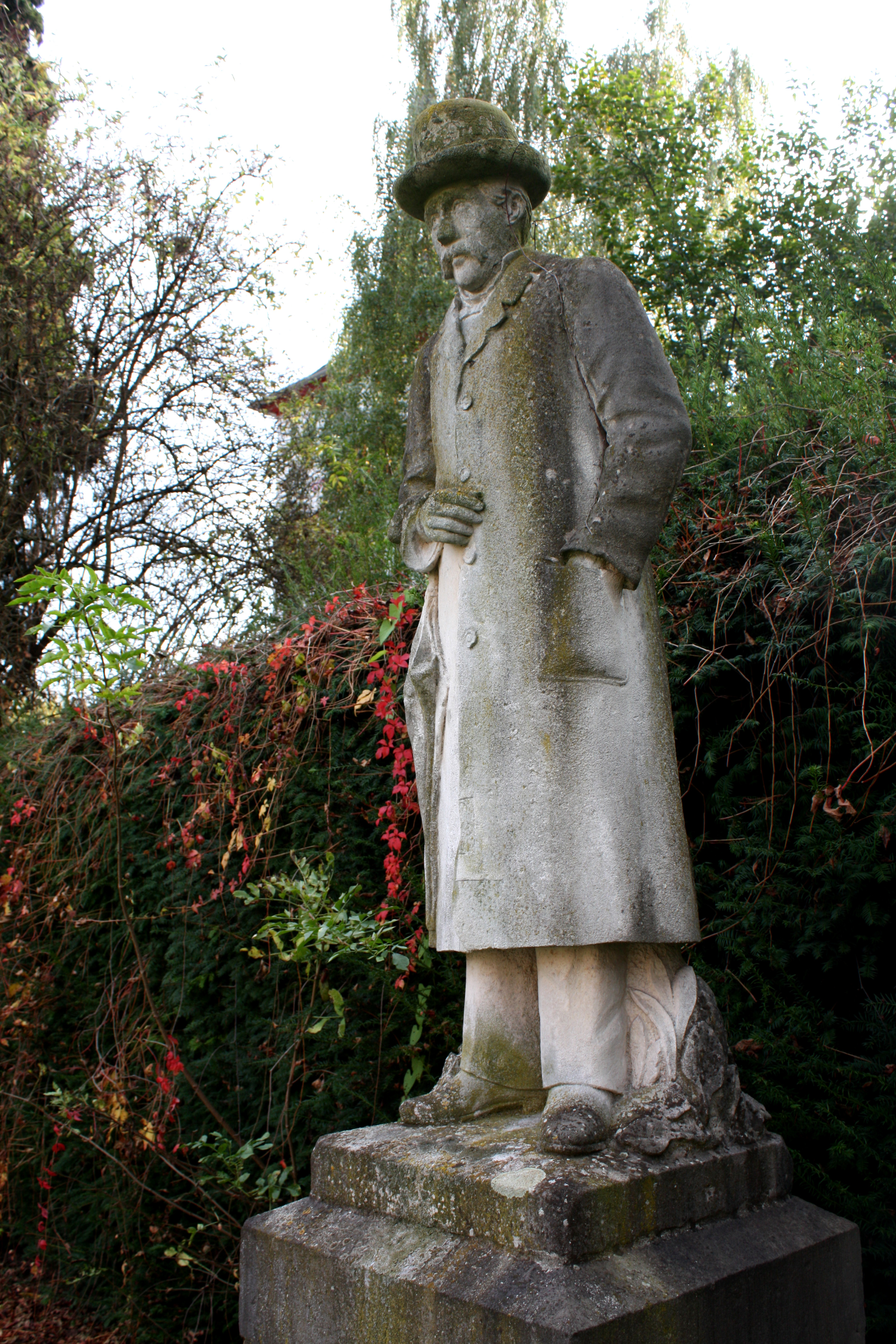
Denkmal Dr. Kürten

- Kirchengebäude Alt- und Neu-Katharina mit Pfarrsaal aus den 1930er Jahren mit Denkmal Dr. Arnold Kürten und Kriegerdenkmal für die Teilnehmer (nicht die Gefallenen) der Glorreichen Feldzüge von 1848/49 (Schleswig-Holsteinischer Krieg (1848–1851)), 1864 (Deutsch-Dänischer Krieg), 1866 (Deutscher Krieg) und von 1870/71 (Deutsch-Französischer Krieg), einem der ältesten Kriegerdenkmale.
- Das heutige denkmalgeschützte Pfarrhaus ist 1866 in Fachwerk auf den Grundmauern der Hürther Burg erbaut worden. Die Zivilgemeinde hatte zuletzt den verfallenen Burgkomplex erworben, von der ihn die Kirchengemeinde ankaufte. Das frühere Pfarrhaus stand in der Pastoratstraße. Es wurde schon 1817 vom Pfarrer als eher einem Stalle ähnlich aussehend beschrieben.[21] Auch die zur Burg gehörigen Ländereien waren parzellenweise verkauft worden. An die früheren Herren der Herrlichkeit Hürth erinnert noch ein Wappen an der Pfarrhauswand, das man im Bauschutt an der ehemaligen Friedhofsmauer gefunden hatte (Replik, Original im Pfarrsaalgebäude). Es trägt die Inschrift JOAN ERNS F. L. TSERCLAS. ERB UND GRUNDHERR ZU HURT, OBERSTER ZU ROSS EXTRUIT (Ausbau) 1691. Dazu die Wappenzeichen Löwe (Tzerklaes) und Turnierkragen (Harff) seiner Ehefrau.[22]

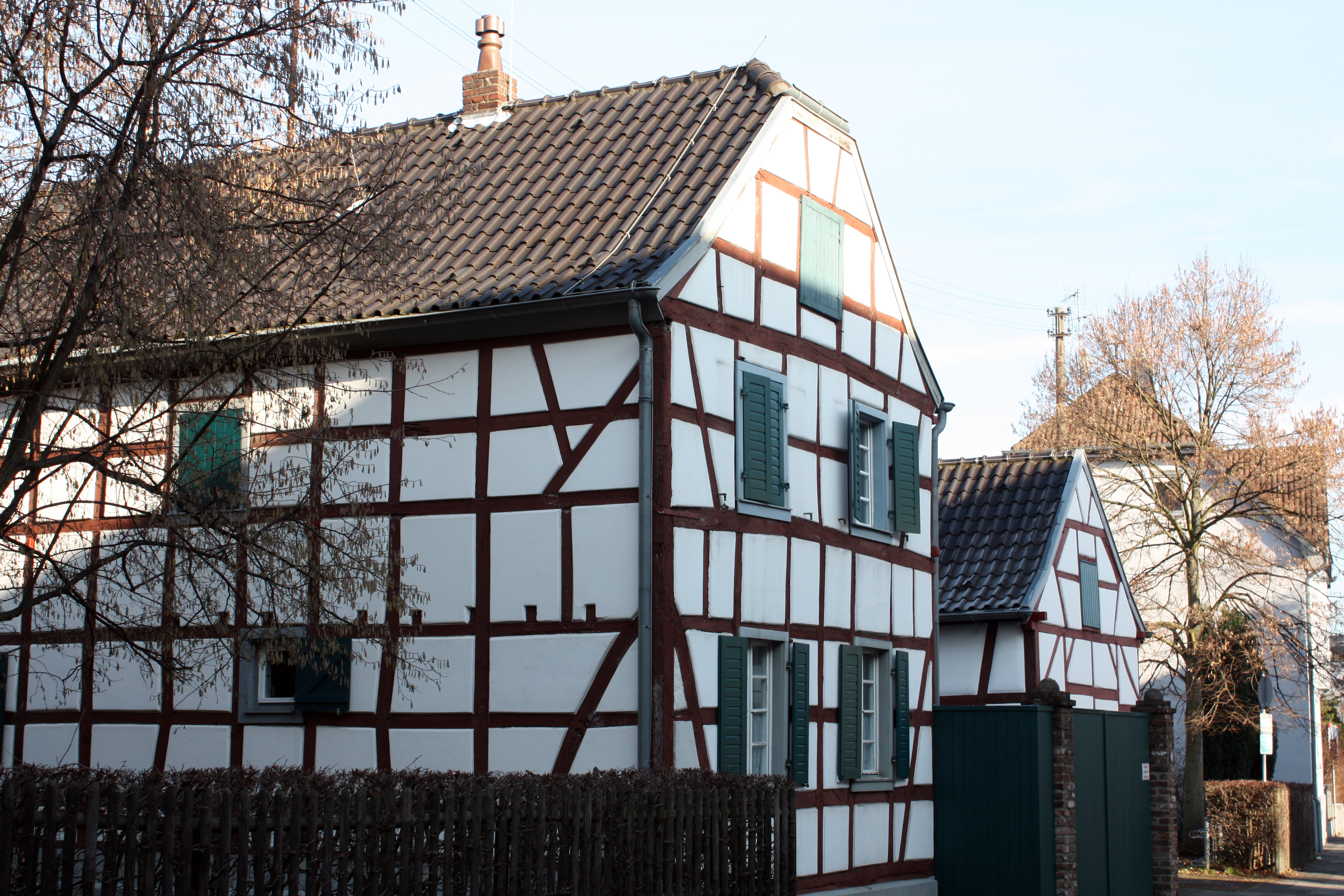
Löhrerhof in der Lindenstraße
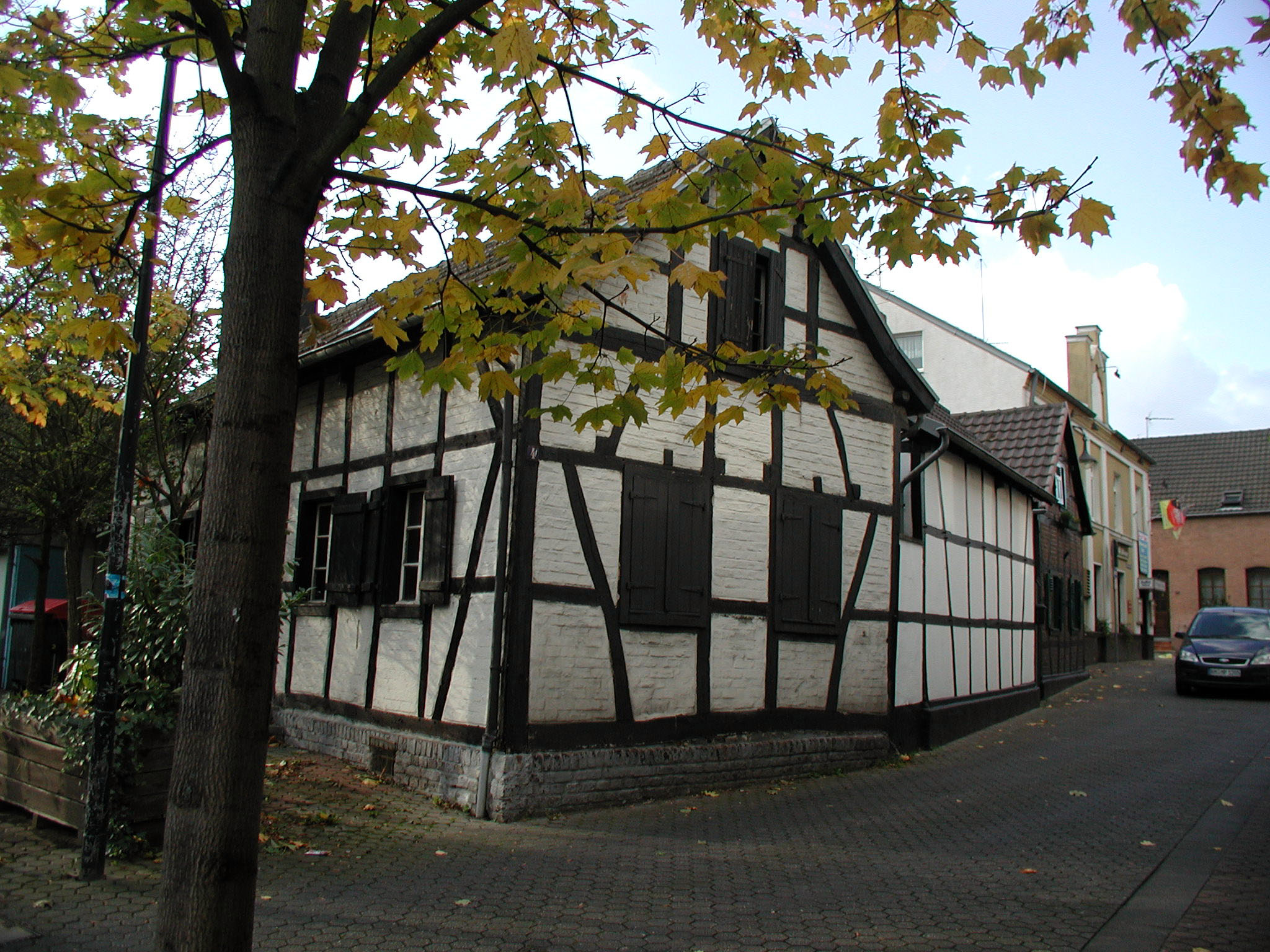
Pastoratstraße, Hintergrund bei Paula
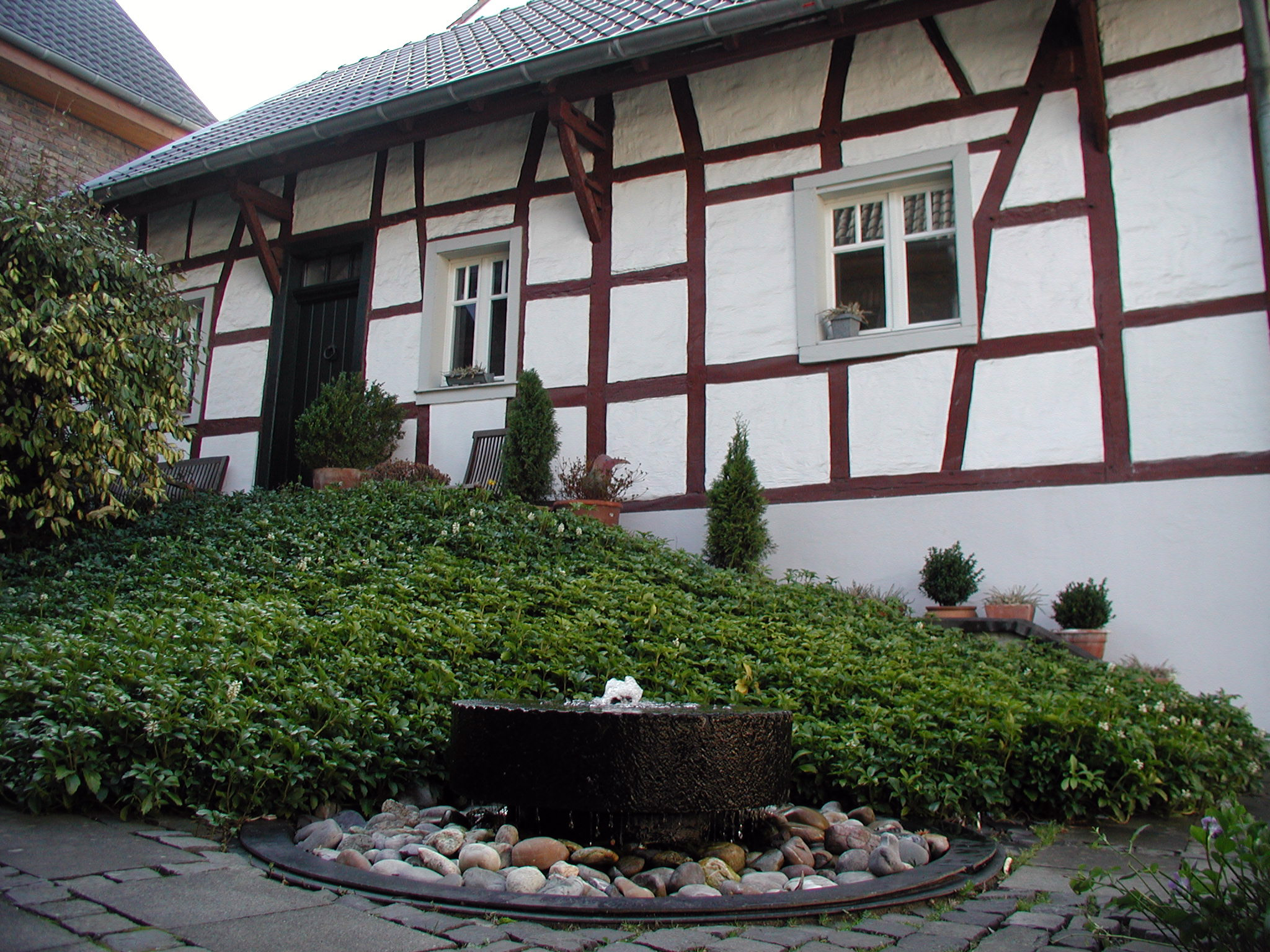
Erbenhof, Breite Straße
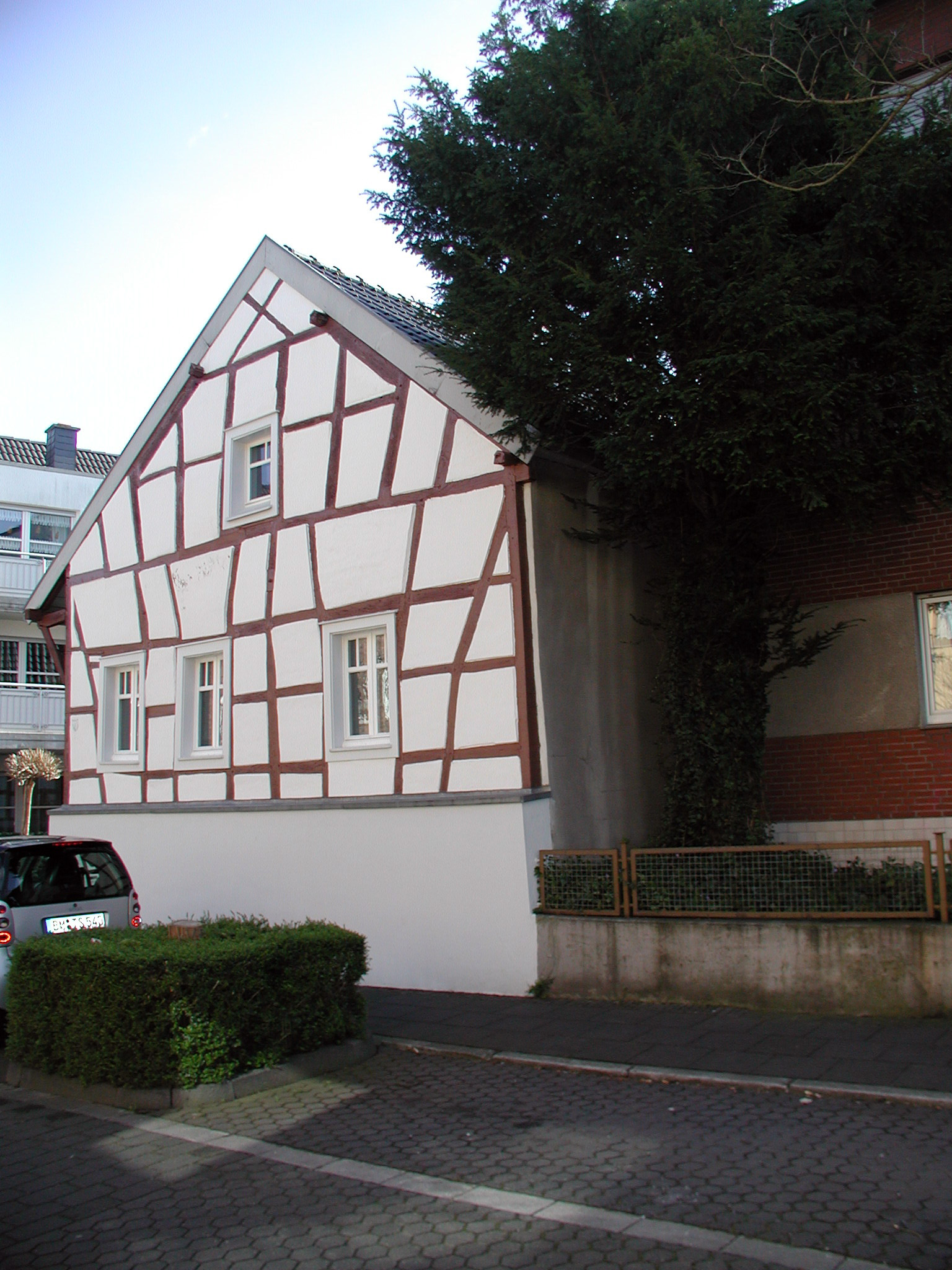
Erbenhof, Giebel

- Fachwerkhäuser:
  - Der Löhrerhof ist eine dreiseitige ehemalige kleinere Hofanlage mit links stehendem giebelständigen zweistöckigen Wohnhaus, querstehender Scheune und rechtsstehender Stallung/Remise und Futterküche. Ehemals stand rechts zur Lindenstraße noch ein Backhaus, das 1954 der Straßenverbreiterung zum Opfer fiel. Die Hofanlage ist zur Straße mit einem Holztor abgeschlossen. Ursprünglich war 1839/40 vom damaligen Pfarrer Peter Klinkhammer, der von 1830 bis zu seinem Tode 1878 in Hürth amtierte, das Wohnhaus für sich und seinen Schwager, den Böttcher Reiner Löhrer, mit seiner sechsköpfigen Familie errichtet worden. Die Ökonomieanlagen scheinen erst nach 1870 errichtet worden zu sein, als dessen Sohn Michael Eva Kohlhaas, die Tochter des Müllers der Kohlhaasmühle, die viel Land mit in die Ehe brachte, geheiratet hatte. Die Fachwerkbauten scheinen die letzten ihrer Art im Ortsteil zu sein, nur das allerdings verputzte Pfarrhaus ist einige Jahre jünger. 1915, nach einem ersten Verkauf von 131 ar an Gruben und Stadt, hatte der Hof mit sieben Morgen noch einen Bestand von acht Rindern, drei Schweinen und zwanzig Hühnern. Nachdem der Hof den größten Teil seines Landes an Braunkohlegruben und Gemeinde verkaufen musste (1888–1910 und 1970), wurde die Landwirtschaft stark eingeschränkt und in den 1980er Jahren dann aufgegeben. 1986 wurde die Hofanlage von der Stadt Hürth gekauft, umfangreich nach Plänen des Hürther Architekten Henning Bertermann restauriert und zum Kulturzentrum umgebaut. Das Ensemble der kleinen Hofanlage steht unter Denkmalschutz.[23]
  - Der heute sogenannte Erbenhof am unteren Ende der Breiten Straße, ebenfalls ein Dreiseithof, wurde etwa um 1790 erbaut. Er wurde 1992 unter Denkmalschutz gestellt und 1995/98 durch einen Bauträger von einer Erbengemeinschaft erworben. Nach Abriss des baufälligen Wirtschaftsteils wurde das einstöckige 114 m² große Wohnhaus umfassend unter dem Architekten Bertermann restauriert und an Stelle der alten Gebäudeteile wieder über Eck ein dreistöckiges Wohnhaus mit sechs Mietwohnungen errichtet. Der Hof der Anlage ist offen zur Straße und mit einem Schaubrunnen ausgestattet. Das einstöckige Fünfständer-Haus ist typisch für die kleineren Bauernhöfe der Region: Die Wohnhäuser stehen alle giebelständig zur Straße und mit einer Seite an der Grundstücksgrenze, der Eingang ist von der Seite. Von dort kommt man in den mittleren von drei Räumen, der Küche, Wohn-, Arbeitsraum und Diele mit Treppe zum Speicherraum, in dem oft zur Straße noch eine kleine Dachkammer bestand. Der Küchenofen, an der Seite zur Straße stehend, heizte zugleich die gute Stube durch eine gusseiserne Takenplatte hindurch. Nur dieser Raum hatte Fenster zur Straße und zum Hof.[24]
  - Zwei kleine nicht restaurierte Kotten in der Pastoratsstraße stehen unter Denkmalschutz (Bild).
  - Ein Kotten am oberen Ende der Breiten Straße mit ungleich geringerer Fläche von circa 4 × 8 m Grundfläche, wohl das kleinste Wohnhaus im Ort, ist typisches Beispiel für die häufigen Hausmannshäuser der Nebenerwerbsbauern. Die in der Reihe stehenden Nebengebäude sind zu Wohngebäuden umgewandelt worden und nicht denkmalwürdig. Das Haus selbst ist unrestauriert, aber gestrichen und relativ gut erhalten (unbewohnt und noch ohne Denkmalschutz). Das Haus scheint nach 1810 erbaut zu sein, da es auf der Tranchotkarte nicht auszumachen ist.
  - Der Kotten am Platz der Synagoge (18. Jahrhundert) ist in gutem Zustand und denkmalwürdig aber nicht unter Denkmalschutz gestellt. Das Haus des kleinen U-förmigen Hofes steht zwar traufständig zum Platz, seine eigentliche Front ist aber zur Seitenstraße ausgerichtet und dort mit Tor abgeschlossen.
  - Ein traufständiges Fachwerkwohnhaus in der Lindenstraße mit Restaurant.

Es bestehen weitere Kotten im Ort, diese sind aber meist nicht als Fachwerkhäuser zu erkennen, da sie verputzt oder ummauert sind.

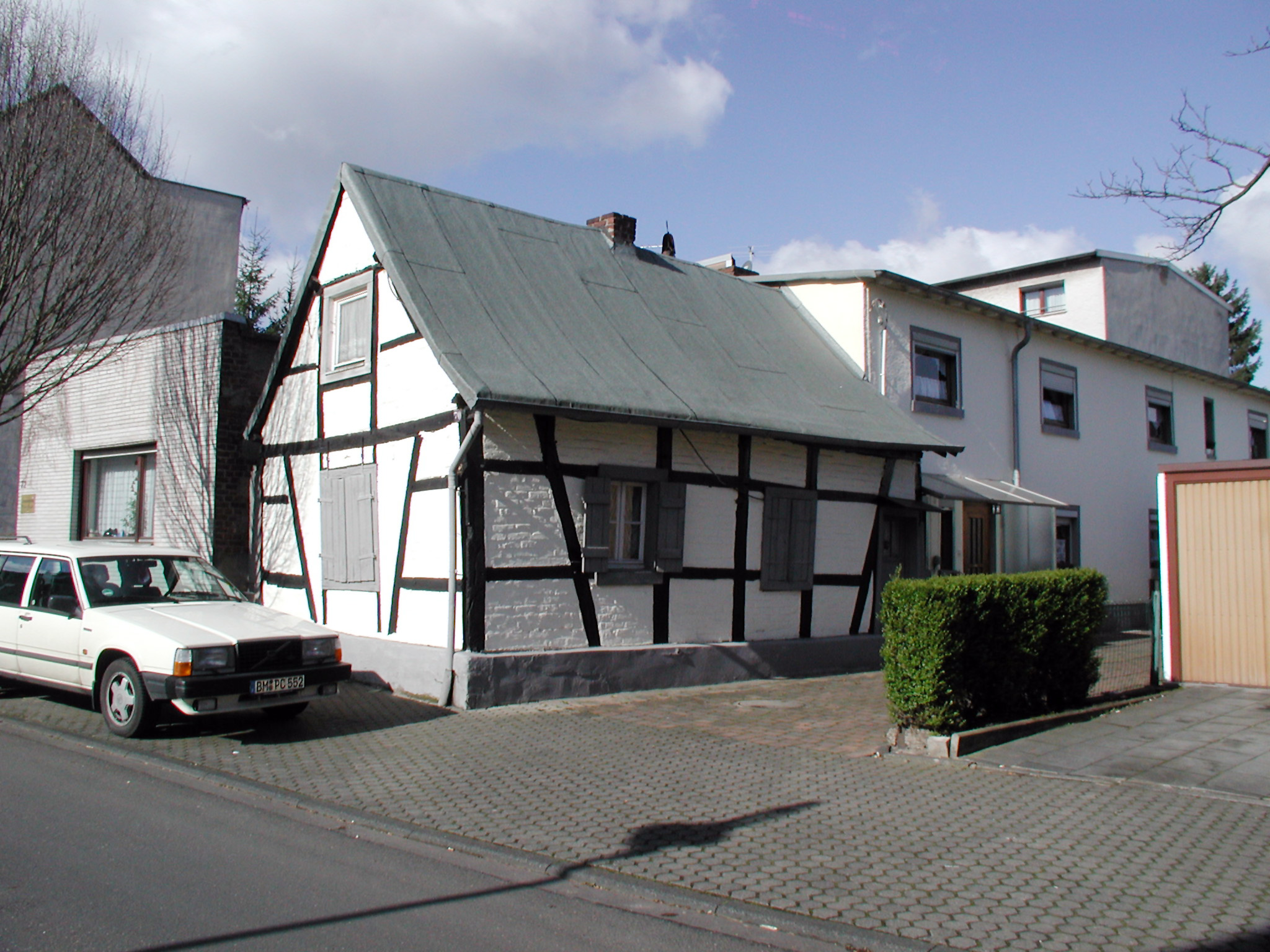
Kleinstes Hausmannshaus
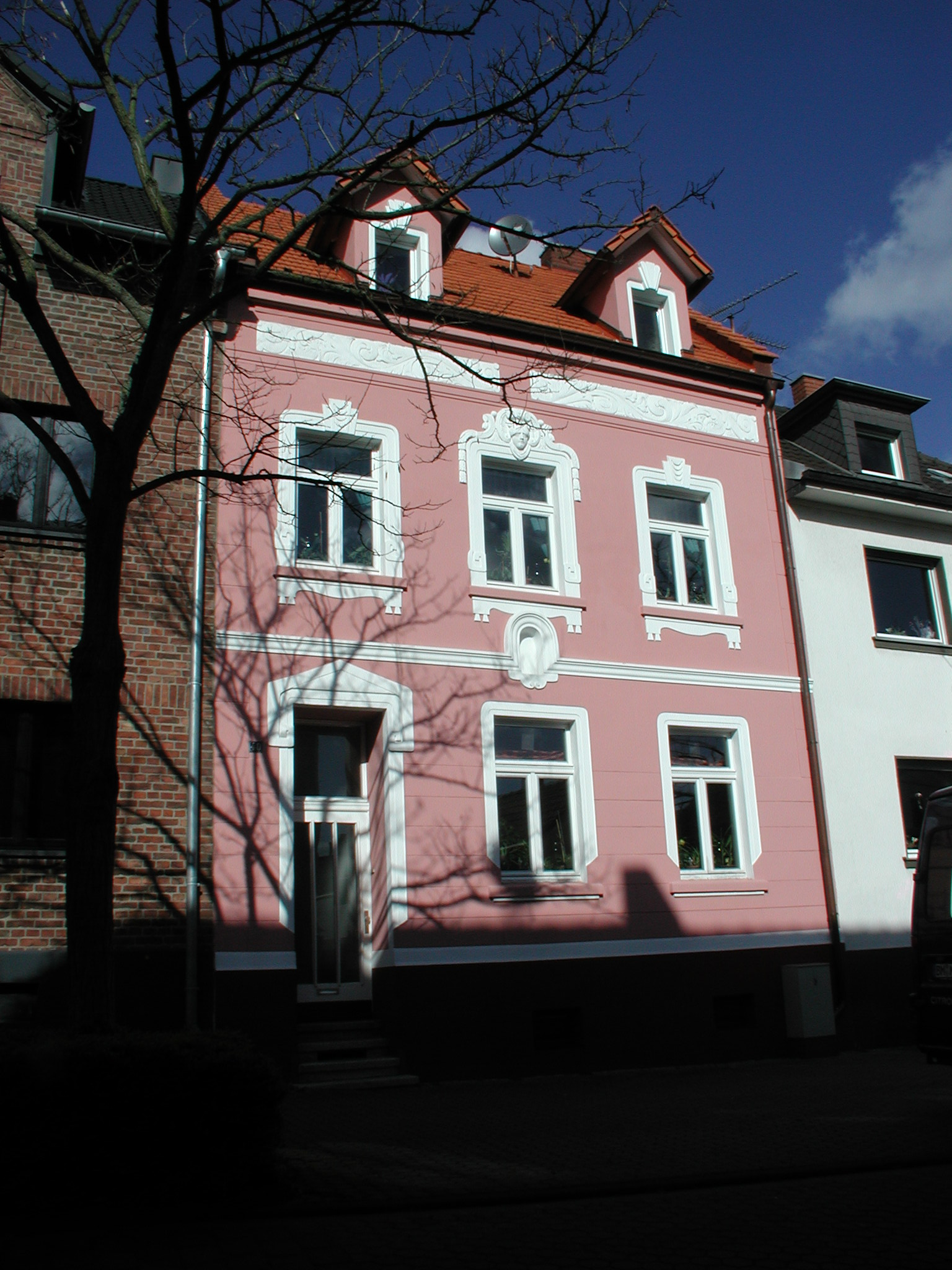
Jugendstilhaus 1904 Breite Straße
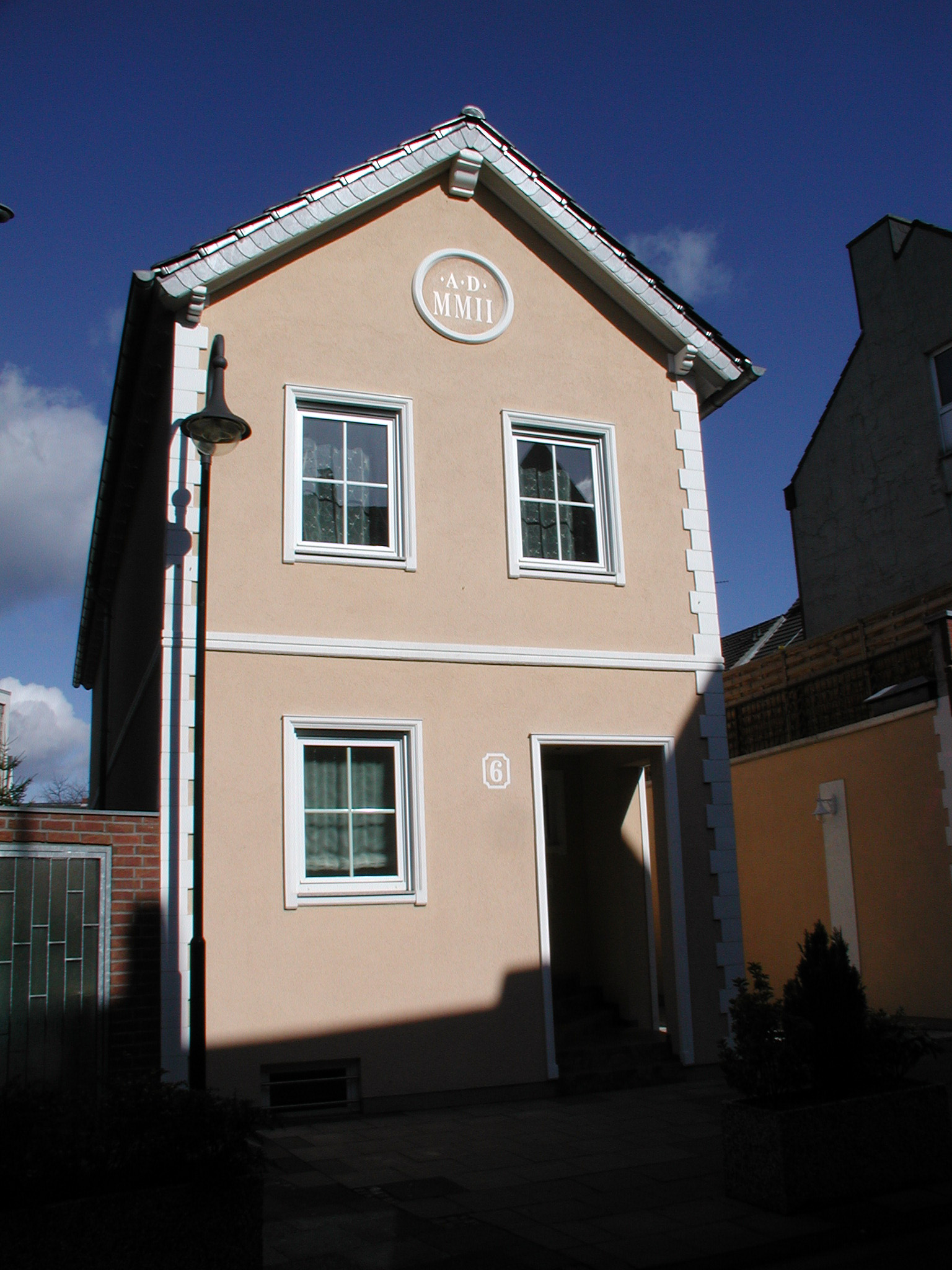
Neu wie alt, Breite Straße
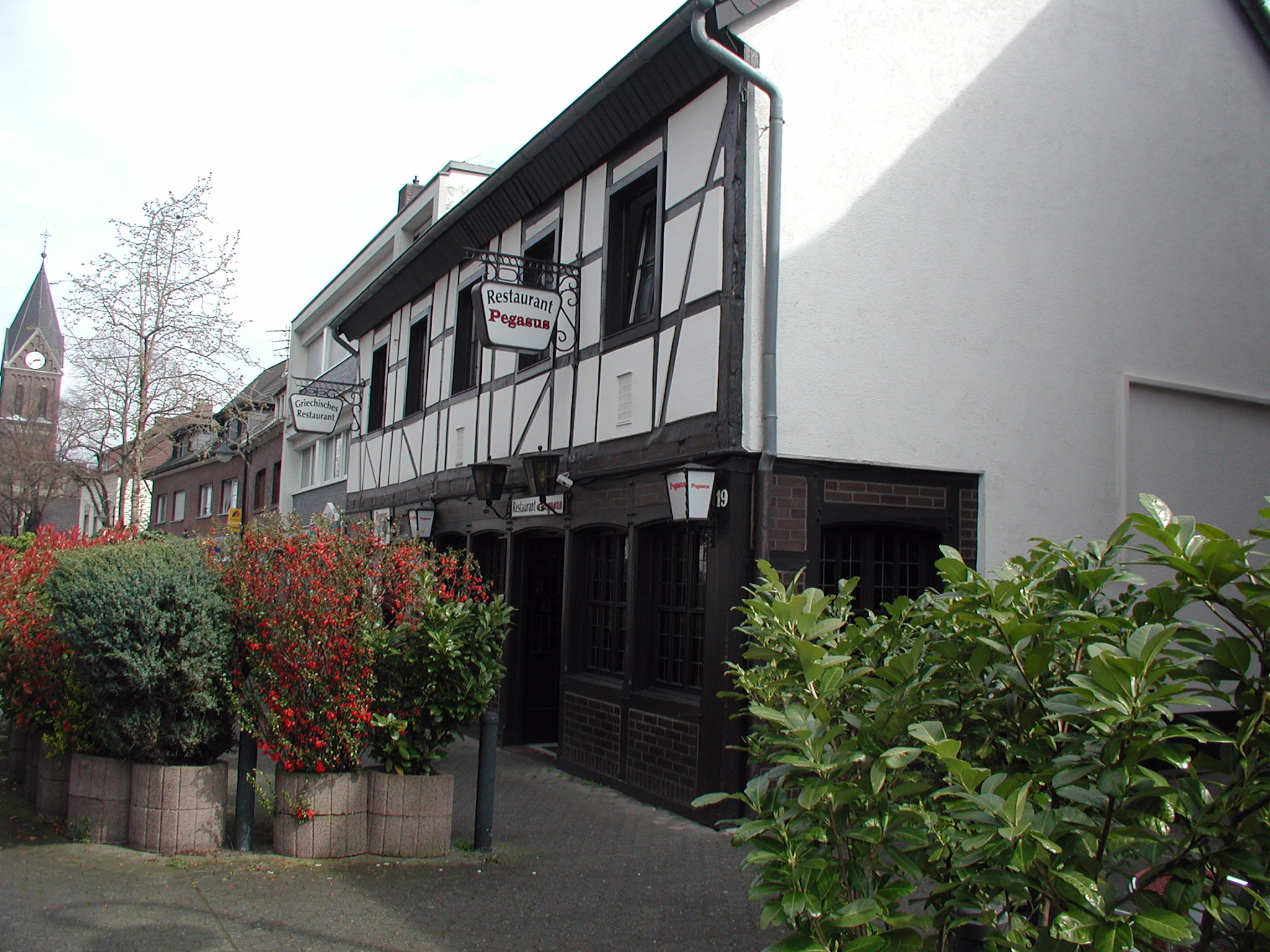
Fachwerkrestaurant Lindenstraße

- Ein neu auf altem Grundriss und in Anlehnung an den Jugendstil erbautes Wohnhaus von 2002 sowie ein Haus von 1904, also vor der Industrialisierung, mit stilecht renovierter Jugendstilfassade, beide in der Breiten Straße, sind nicht geschützt aber beispielhaft für eine gelungene Stadterneuerung.
- Schule und ehemaliges Hallenbad von 1930 am Brabanter Platz (Denkmalschutz)

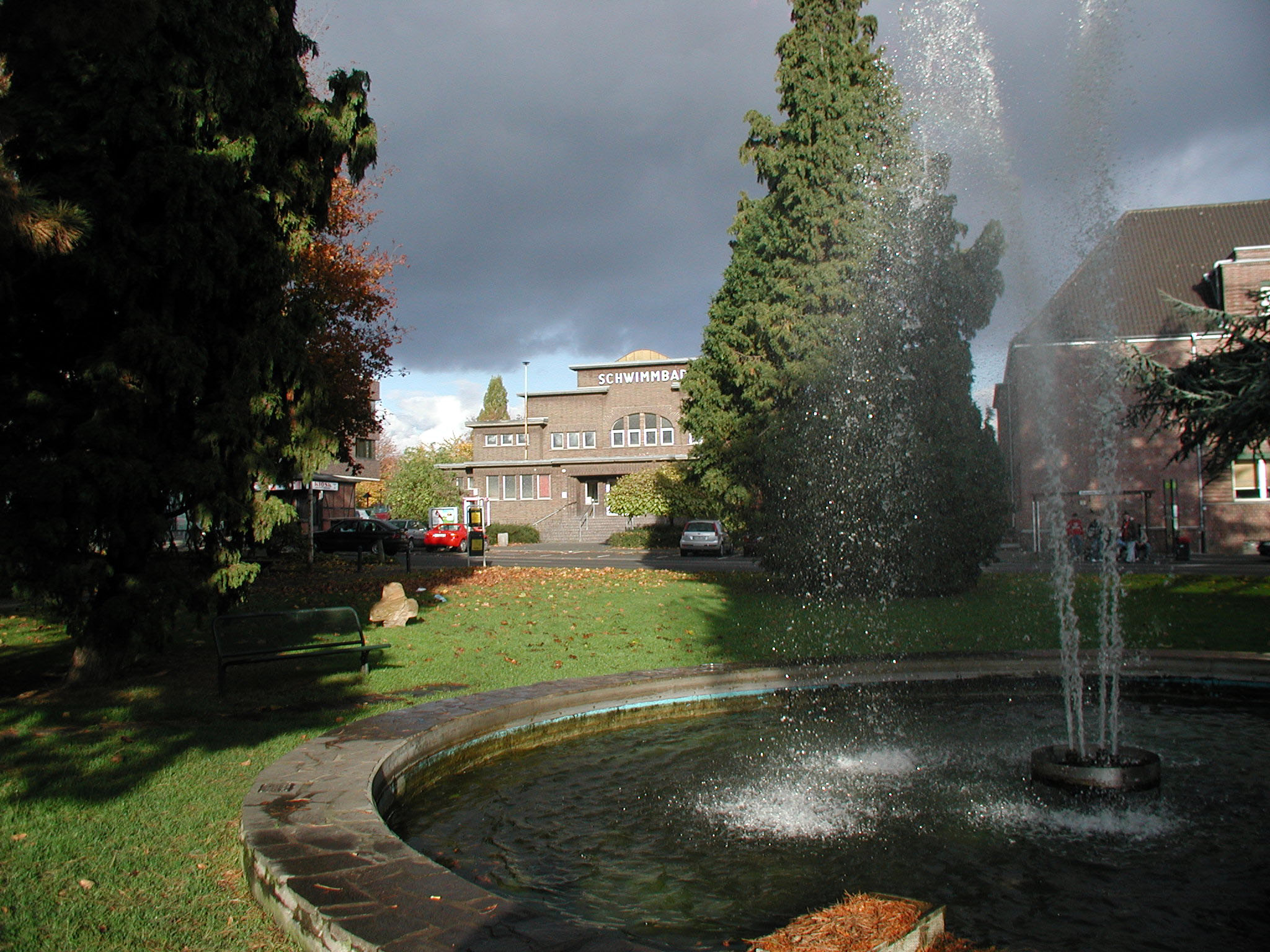
Altes Hallenbad und Berufsschule

- Die RWE-Werkssiedlung Am Clementinenhof und die Siedlungen an der Villenbahn und in der Tilsitstraße stehen unter Denkmalschutz. Einfachere jeweils gleichaussehende teilweise sanierte Werks-Ein- und Mehrfamilienhäuser sind typisch für einen Industrieort stehen aber nicht unter Denkmalschutz. Sie befinden sich im Bereich Thalmühlen-/ Mühlen-/Firmenich-/Breite-Straße sowie beidseitig der Kreuzstraße.
- Wegekreuz aus Kraftwerksrohren, gestaltet von Auszubildenden des Goldenbergwerks, Ecke Mühlen-/Firmenichstraße (Ersatz für ein ehemaliges Holzkreuz).

## Schulen
- Die Gemeinschaftsgrundschule „Am Clementinenhof“ von 1954 hat als alleinigen Schulbezirk Alt-Hürth.
- Die Bodelschwingh-Schule von 1964 hat als Evangelische Grundschule die ganze Stadt als Schulbezirk. Sie war die erste Offene Ganztags-Schule in Hürth. Sie löste die ev. Schule in Knapsack ab.
- Das Goldenberg Europakolleg des Rhein-Erft-Kreises mit Abiturzweig ist ein Berufskolleg und Europaschule und überörtlich relevant.
- Die Rhein-Erft Akademie im Werksteil Hürth des Chemiepark Knapsack. Sie bietet in privater Trägerschaft Aus- und Fortbildung für die Industrie an, seit 2007 auch einen BA-Studiengang.
- Die private Musikschule Auftakt im „Alten Kloster St. Katharina“.
- Die private Tanz-, Ballett-, Schauspiel- und Kutaekado-Schule Tanzt! Artcenter schräg gegenüber dem Löhrerhof
- Karnevalistische Tanzausbildung für Kinder und Jugendliche der Karnevalsvereine

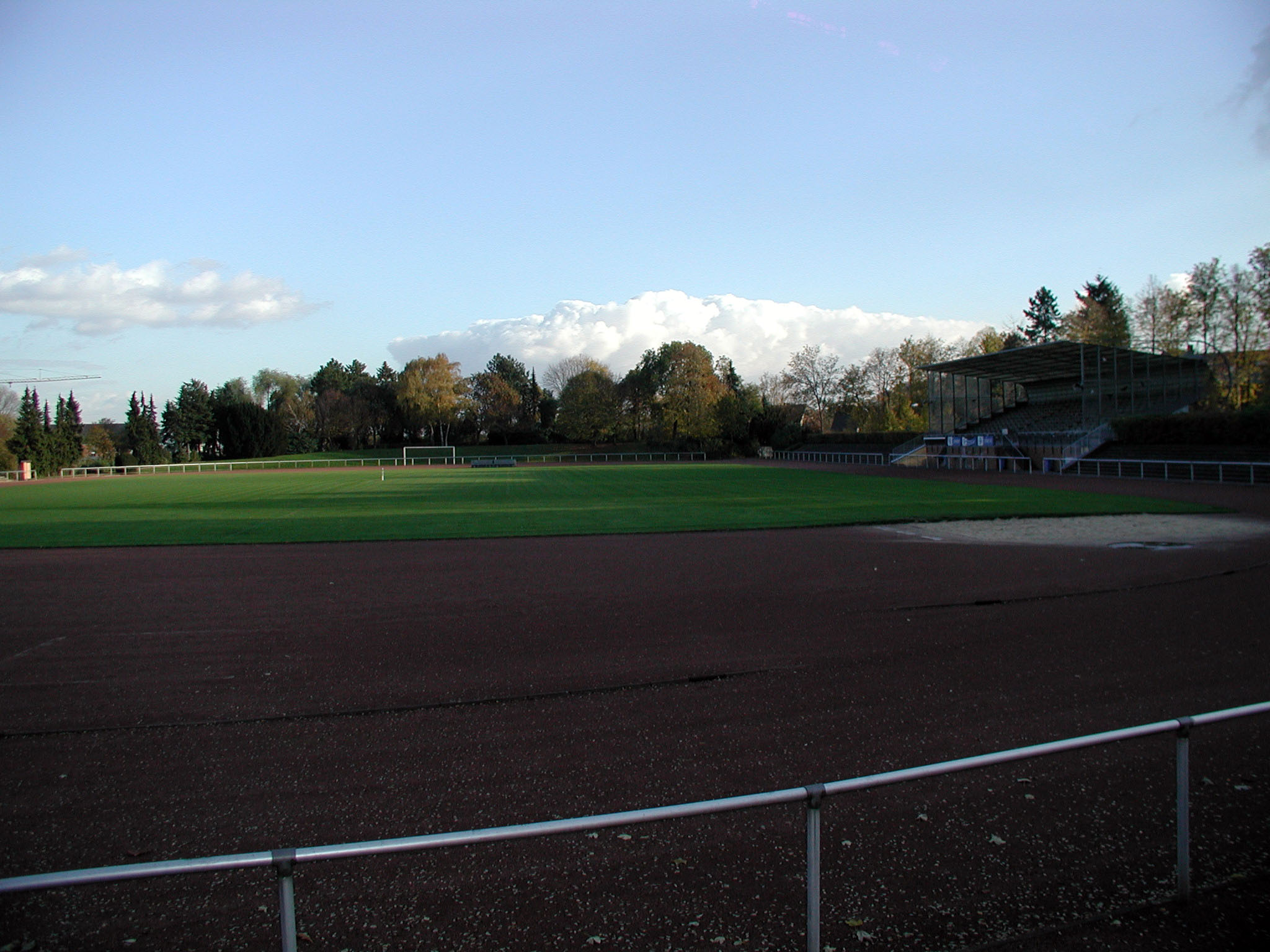
Alt-Hürth, Sportanlagen, Stadion

## Sportanlagen
Die ehemals zentralen Sportanlagen aus dem Jahre 1930 sind in ihrer Bedeutung zurückgefallen oder sogar aufgegeben:
- Stadion (hier spielt der FC Hürth) mit Radrennbahn (außer Betrieb, wird als Sportübungsplatz genutzt) und Tennisplätzen (Auf ehemaligem Grubengelände der Theresia) gegenüber dem Hürth Park
- Schwimmbad als Hallenbad (bis 2007)

## Grünanlagen/Rekreation

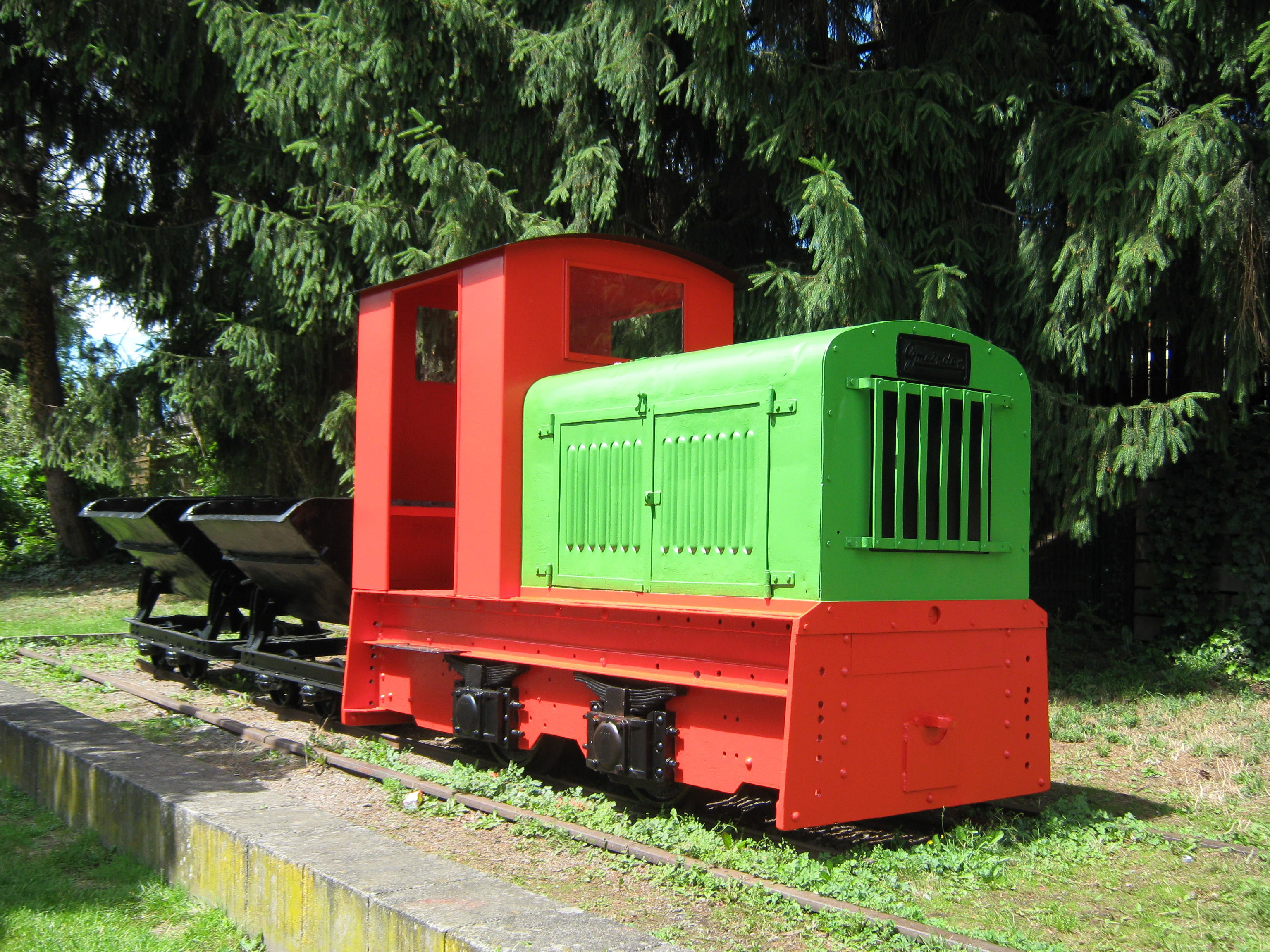
Feldbahnzug an der Kreuzstraße in Hürth

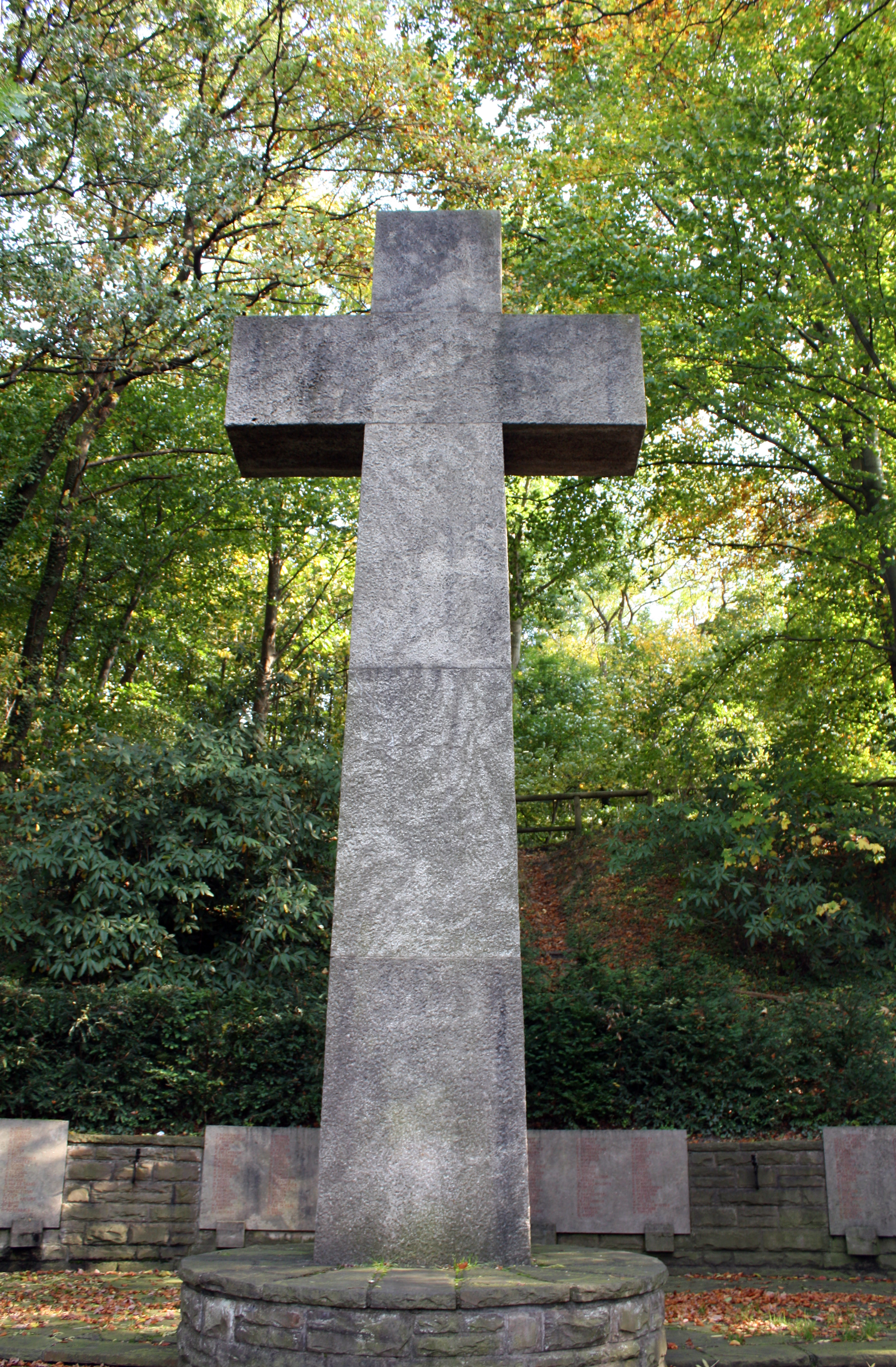
Kriegerdenkmal, oberhalb des Ortes im Naherholungsgebiet Hürtherberg

- Am Brabanter Platz zwischen den beiden Kirchen wurde der ehemalige Kirchhof in eine Grünanlage umgewandelt, die mit einem von privater Seite gestifteten Springbrunnen ausgestattet ist.
- Neben der Kreuzstraße an der Trasse der abgebauten Villebahn und der Trasse der alten Römischen Vorgebirgswasserleitung ist eine der wenigen straßenbegleitenden Grünanlagen angelegt. Hier wird auch auf den Römerkanal-Wanderweg, der hier vorbeiläuft, hingewiesen. Ab 1986 stand hier eine ausgemusterte Dampflokomotive aus dem DEGUSSA-Werk in Hürth als technisches Denkmal.[25] 1991 wurde diese in Zusammenarbeit mit dem Rheinischen Industriebahn-Museum in Köln durch eine Schmalspur-Feldbahn des Herstellers Gmeinder ersetzt. Diese Lok war zwar selbst niemals in Hürth im Einsatz[25], ist aber typisch für zahlreiche Werk- und Grubenbahnen, wie sie in ähnlicher Form in Hürth in der Industrie und im Braunkohlebergbau verwendet wurden. Im Jahr 2012 wurde der Zug auf Veranlassung des SPD Distriktes Alt-Hürth-Knapsack, Auszubildende des CJD in Frechen, sowie Auszubildende der RWE in Knapsack und mit Hilfe von Sponsoren renoviert.
- Die ehemalige Grube Hürtherberg mit dem Adolf-Dasbach-Weiher und der oberhalb Alt-Hürths liegenden Abraumhalde neben der Luxemburger Straße (Hürther Kipp) ist als Naherholungsgebiet ausgewiesen und steht unter Landschaftsschutz. Dort steht auch die Jugendherberge der Naturfreunde.
- Nordwestlich von Alt-Hürth, jenseits der Frechener Straße, schließt sich bis zum Otto-Maigler-See ein forstlich rekultiviertes Gebiet an mit dem Naturschutzgebiet Hürther Waldsee. Das Gebiet ist durch einen Rundwanderweg erschlossen. Hinter der Moschee liegt die Kleingartenanlage Theresia.
- Der Alt-Hürther Friedhof liegt beiderseits der Frechener Straße.

## Politik
Alt-Hürth ist mit Knapsack als Stadtbezirk verbunden. Ortsvorsteher ist Thomas Fund (CDU, aus Alt-Hürth). Alt-Hürth gehört zum Kreistagswahlkreis Alt-Hürth/Knapsack/Kendenich/Fischenich (CDU, direkt gewählt) und Friederike Seydel (Grüne) und Martina Thomas (Die Linke) (beide über die Reserveliste) vertreten wird.

## Mit Alt-Hürth verbundene Persönlichkeiten
- Adolf Dasbach (1887–1961), Bergwerksdirektor Grube Hürtherberg, der erste Rekultivierungen von Braunkohlengruben durchführte und Mit-Gründer und 1. Vorsitzender des Heimat- und Kulturvereins war
- Wilhelm Disselbeck (1914–2001), Arzt in der Breite Straße (heute Praxis Dr. Raked) und Ärztefunktionär  Bundesverdienstkreuz 1. Klasse
- Karl Ingenerf (1923–2005), Grundschulrektor, ehrenamtlicher Bürgermeister (CDU), Ehrenbürger, Mit-Gründer zahlreicher Hürther Initiativen (z. B. Hospiz, Seniorenunion, Heimat- und Kulturverein)